# Burg (bij Maagdenburg)
Burg is een gemeente in de Duitse deelstaat Saksen-Anhalt, gelegen in de Landkreis Jerichower Land, waarvan het de Kreisstadt is. De stad, die officieel de naam Stadt Burg draagt, telt 22.240 inwoners.
Aan de westzijde van het centrum van Burg staat een voormalige kazerne. Deze is omgevormd tot een multifunctioneel gebouwencomplex (In der alten Kaserne), waarin o.a. het gemeentebestuur en enkele afdelingen van het bestuur van de Landkreis Jerichower Land zijn ondergebracht.

## Indeling gemeente
Stadsdelen (Ortsteile), conform de Hauptsatzung (hoofdgemeenteverordening), meest recente versie d.d. 5 november 2019.):
Blumenthal, Detershagen, Gütter, Ihleburg, Madel, Niegripp, Parchau, Reesen en Schartau.
waarvan als onderdeel van de eigenlijke stad Burg:
- Blumenthal (Elbe), aan de Elbe, tussen Schartau en Parchau
- Gütter, een dorpje 3 km ten oosten van het centrum; intussen door woonwijken aan de stad vastgegroeid
- Madel, ten zuiden van het centrum

Ortschaften (tot Stadt Burg behorende dorpen, voorheen zelfstandige gemeentes):
- Detershagen (sinds 1 december 2002); ZW (ten zuidwesten van de stadskern)
- Ihleburg (sinds 25 mei 2002); NNO
- Niegripp (sinds 1 december 2002); WZW
- Parchau (sinds 1 december 2002); N
- Schartau (sinds 1 december 2002); WNW; met veerverbinding over de Elbe naar Rogätz
- Reesen (sinds 1 juli 2009); O

Een plattegrond met de situering van de Ortschaften staat op bladzijde 12 van de eerder vermelde Hauptsatzung.

## Geografie, infrastructuur
Burg ligt aan het Elbe-Havelkanaal, en enkele kilometers ten zuidoosten van de zuidoostelijke oever van de Elbe. Tot de 19e eeuw mondde bij Burg een riviertje met de naam Ihle in de Elbe uit. Tegenwoordig eindigt de loop van dit, niet bevaarbare, water  in het Elbe-Havelkanaal. De Ihle is van enige betekenis, omdat er enkele soorten vissen in voorkomen, die onder natuurbescherming staan.
Burg ligt in het tamelijk vlakke oeverland van het Midden-Elbedal. Ten oosten en zuiden van de stad is het terrein heuvelachtiger, en er liggen veel bossen. Dit is de stuwwal Fläming, die zich oostwaarts tot voorbij Jüterbog uitstrekt.

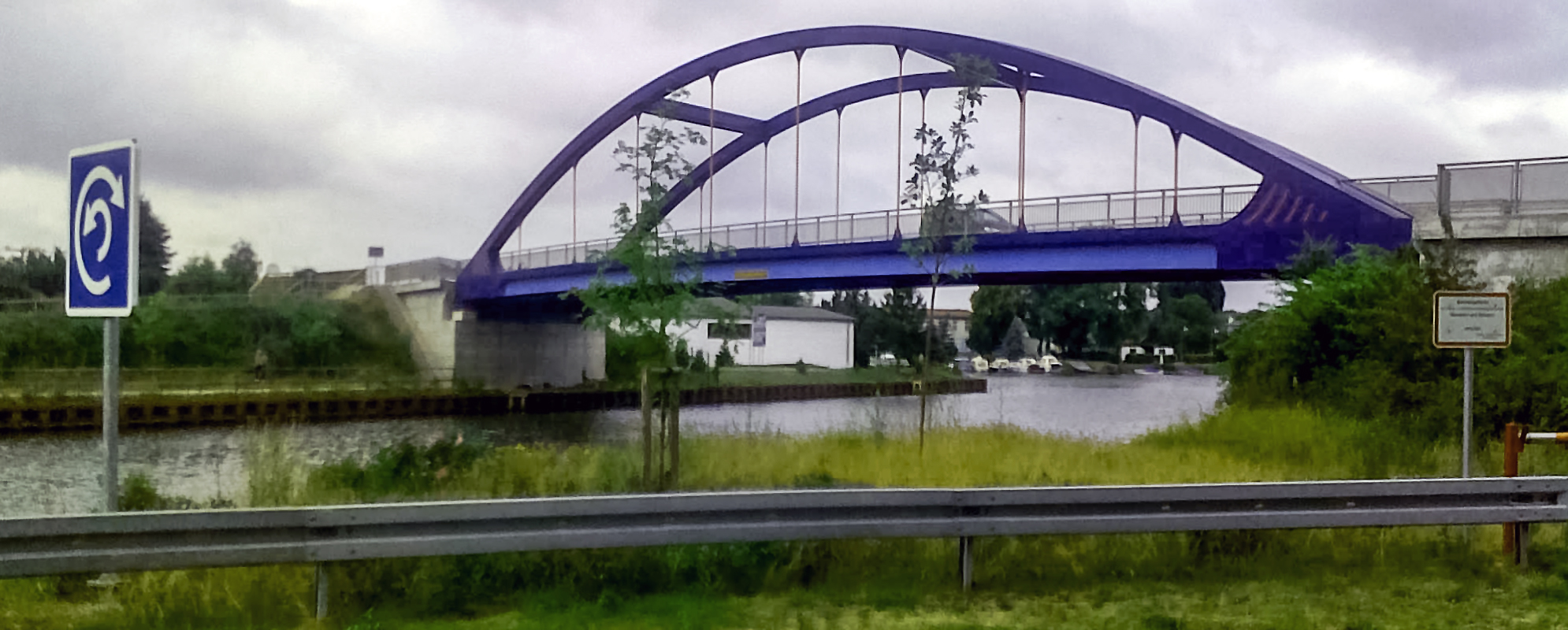
Brug (2002) over het Elbe-Havelkanaal, tussen Burg zelf en stadsdeel Blumenthal
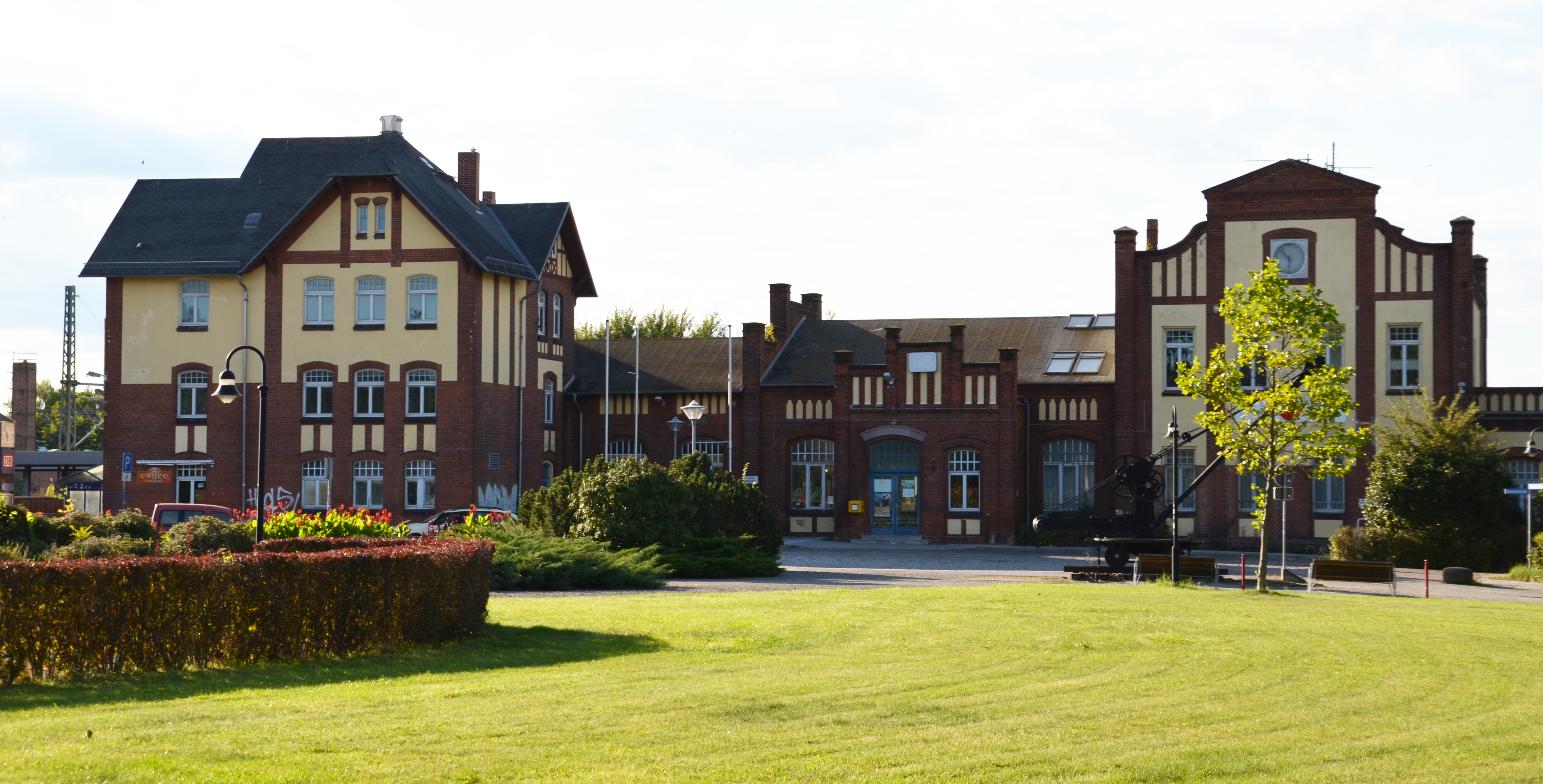
Stationsgebouw (2014)
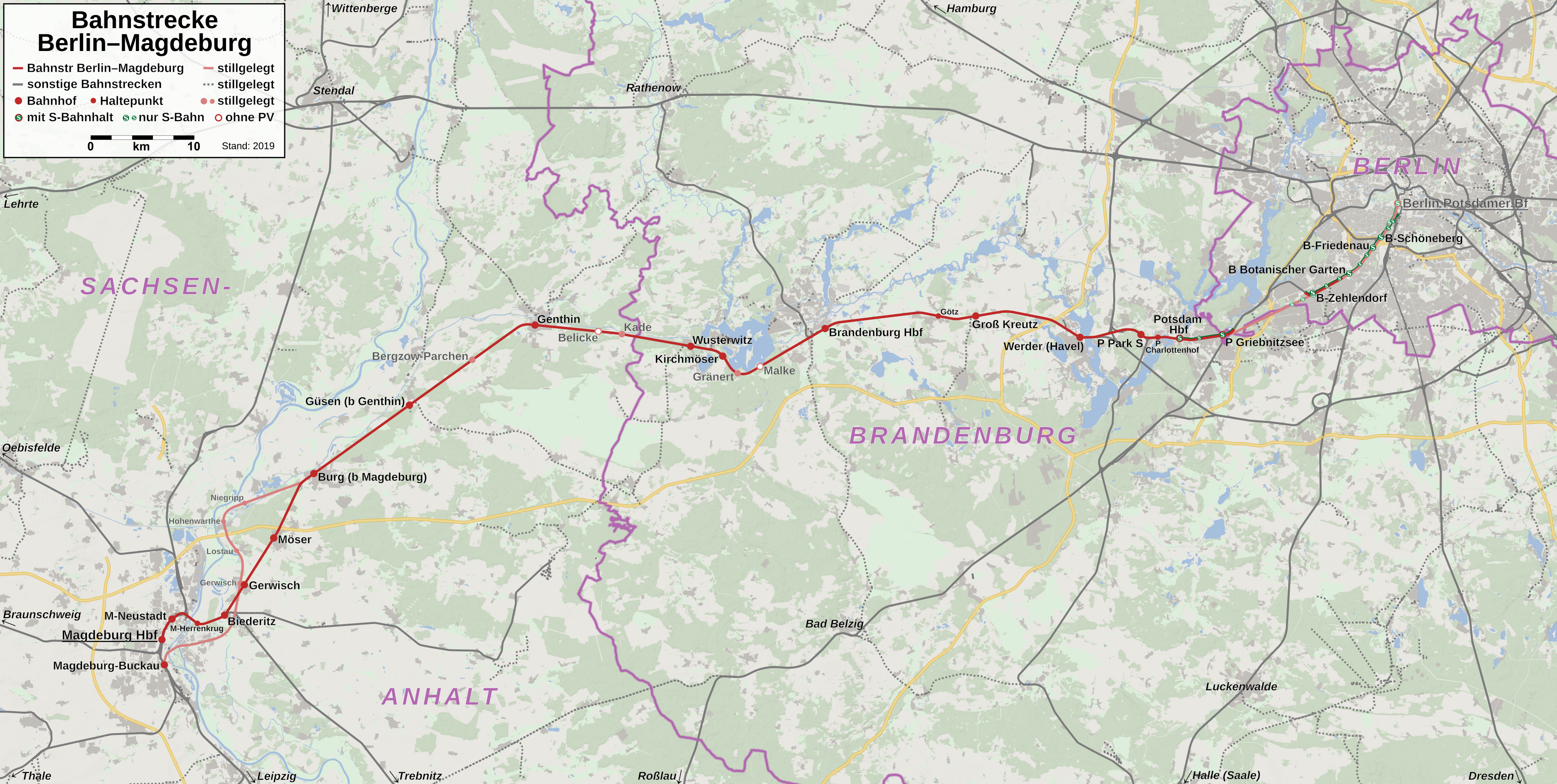
Traject spoorlijn Berlijn-Maagdenburg
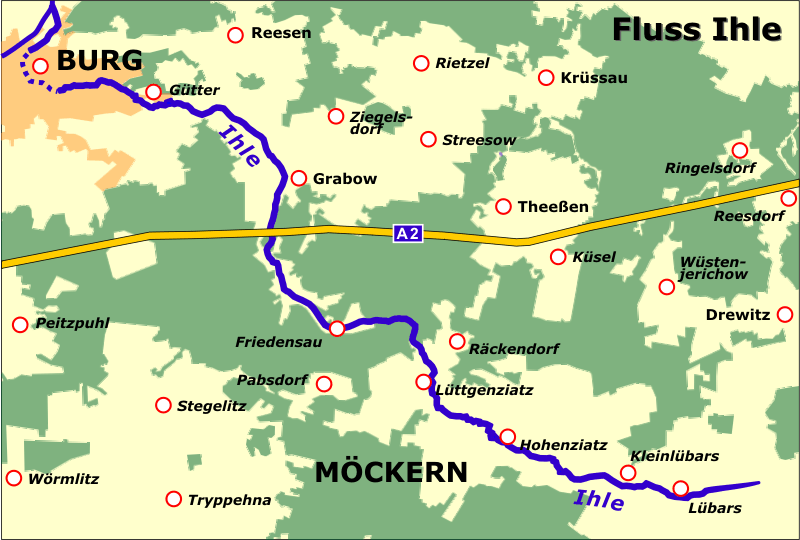
Verloop van het riviertje de Ihle
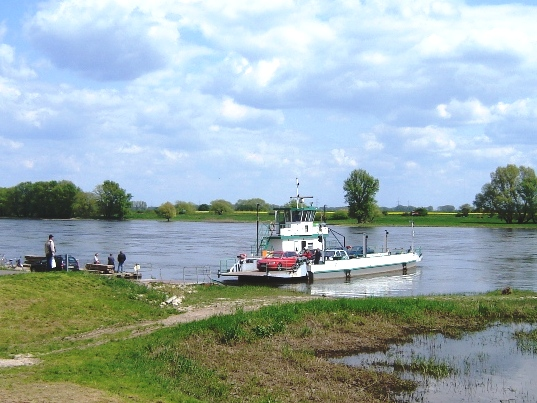
Veerbootje Rogätz-Schartau
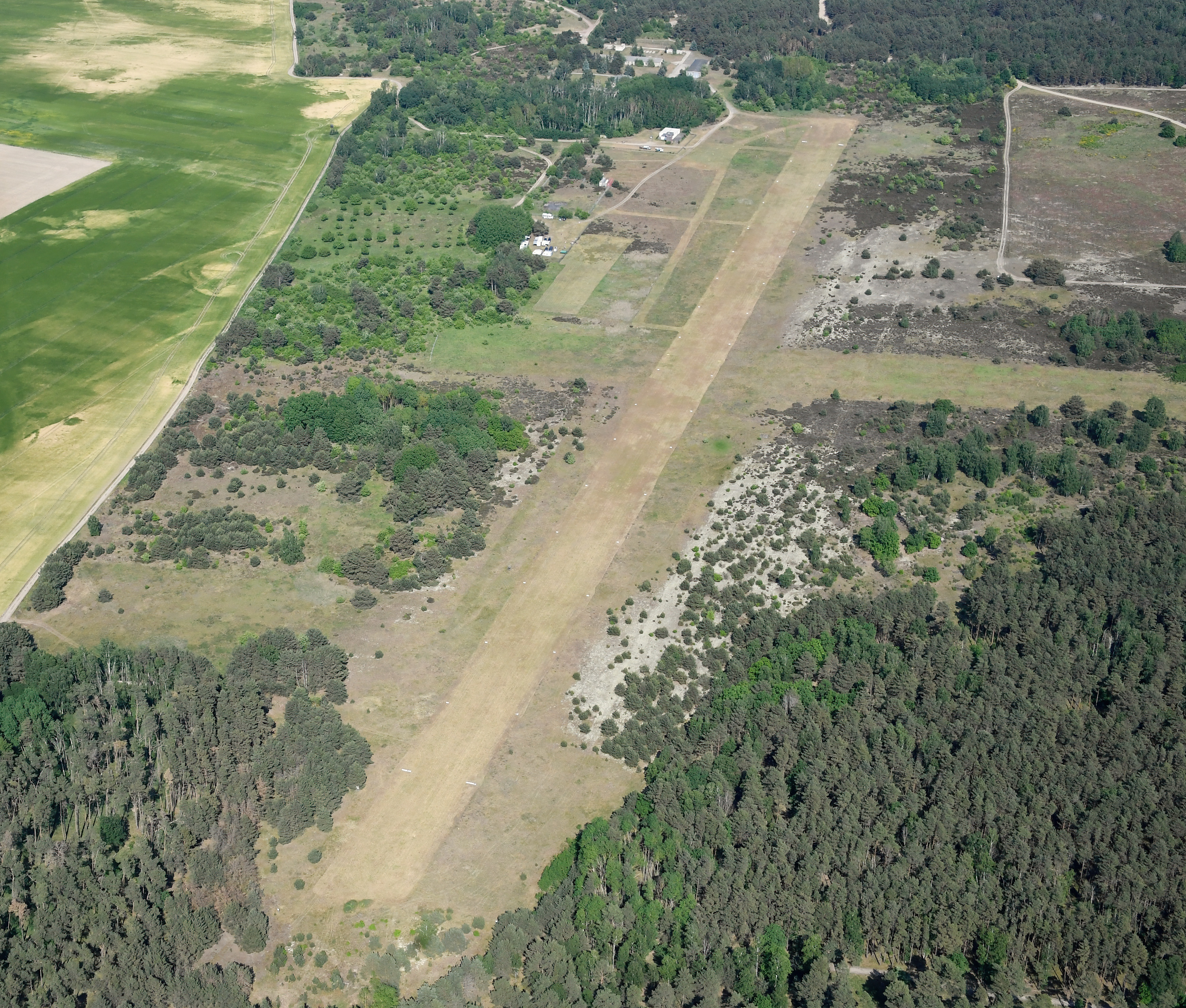
Vliegveldje

Vijf à zeven kilometer ten zuiden van de stad langs loopt de Autobahn A 2 Duisburg -Hannover -Potsdam, met aansluiting op de wegen naar het naburige Berlijn.
Door de stad heen loopt de Bundesstraße 1, die op circa 5½ km ten zuidwesten van Stadt Burg op afrit 73 de A 2 kruist.
In de stad begint de zuidwaarts lopende Bundesstraße 246a naar Möckern, die bij Madel op afrit 74 de A 2 kruist. 
De stad heeft een station aan de spoorlijn Potsdam - Eilsleben. Het station, dat in 1846 werd geopend, staat aan de noordwestelijke rand van de stad en 24 km ten noordoosten van Magdeburg Hauptbahnhof. Het heet officieel Bahnhof Burg (b Magdeburg).
Op ruim drie kilometer ten zuiden van Burg, op de heide, dichtbij de Clausewitz-Kaserne, ligt een klein vliegveld ten behoeve van met name de zweefvliegsport. Het heeft de ICAO-code EDBG. Deze Sonderlandeplatz heeft de geografische coördinaten 52° 14′ 30″ N (noorderbreedte), en 11° 51′ 22″ O (oosterlengte).
Het veld ligt op 53 m (173 ft) boven zeeniveau. Het heeft één graspiste van 850 × 30 meter.

### Naburige gemeentes
Dichtbij gelegen grote steden zijn Maagdenburg, 25 km ten zuidwesten van Burg, en Brandenburg, bijna 50 km ten oost-noordoosten van Burg.
Naburige gemeentes zijn onder andere:
- Parey en Güsen, beide gemeente Elbe-Parey, in het noorden
- Genthin in het noordoosten
- Grabow, gemeente  Möckern,  in het oosten
- Möckern in het zuiden
- Lostau, gemeente Möser, in het zuidwesten
- Heinrichsberg, aan de overkant van de Elbe, in het westen
- Rogätz, aan de overkant van de Elbe, in het noordwesten.

## Economie

Keukenmeubelfabriek Bauformat
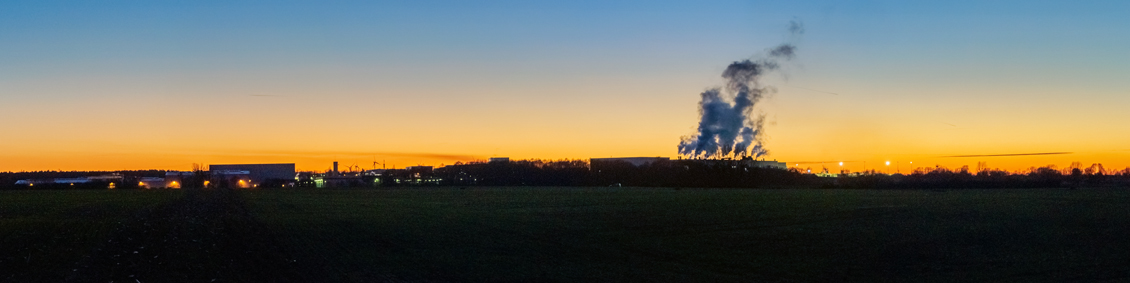
Groot bedrijventerrein te Burg
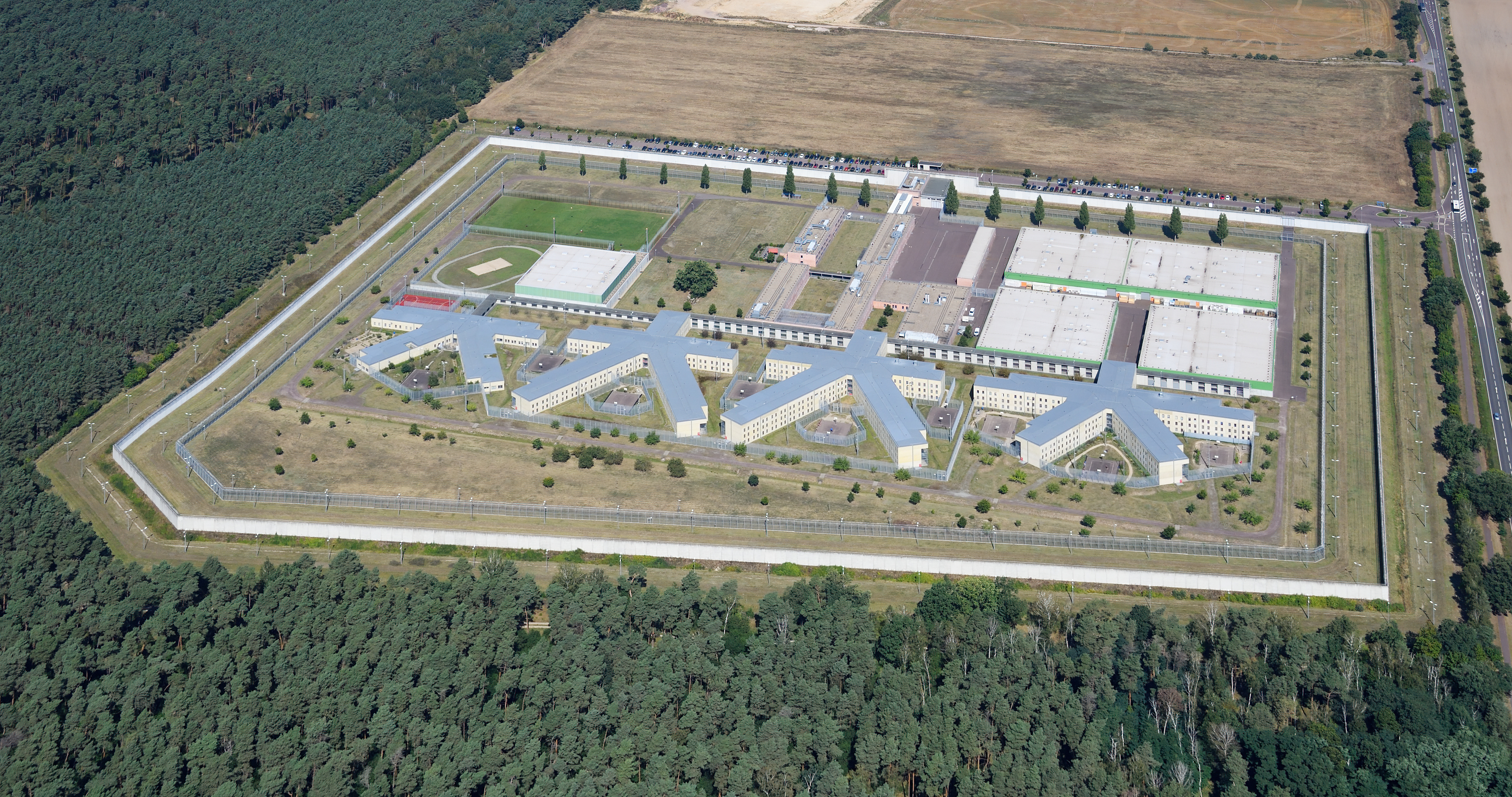
Gevangenis

Aan de westzijde van het centrum van Burg staat een voormalige, in 1902 gebouwde, kazerne. Deze is omgevormd tot een multifunctioneel gebouwencomplex (In der alten Kaserne), waarin o.a. het gemeentebestuur en enkele afdelingen van het bestuur van de Landkreis Jerichower Land zijn ondergebracht. Verder zetelen er o.a. een school, een medisch centrum met een klein ziekenhuis, advocaten-, makelaars- en notariskantoren, restaurants enzovoort.
Ten zuidoosten van de stad staat een zeer groot kazernecomplex, dat gedeeltelijk een andere functie heeft gekregen, o.a. als bedrijventerrein en hotel. Een derde gebouw, dat een kazerne is geweest, huisvestte anno 2020 asielzoekers.
Burg heeft een bezienswaardig stadscentrum,  en de gemeente ligt in een afwisselende,  landschappelijk mooie omgeving. Dit heeft geleid tot de ontwikkeling van een niet onbelangrijk toerisme.
De stad beschikt over een Amtsgericht en een gevangenis (JVA), die aan de A 2 in het uiterste zuiden van het gemeentegebied staat. De gevangenis is één van de belangrijkste werkgevers van de gemeente. 
In Burg is een fabriek van golfkarton gevestigd. Een fabriek van keukenmeubilair en -inrichtingen te Löhne, Bauformat, heeft een productielocatie te Burg. Reeds sinds 1912 staat aan het Elbe-Havelkanaal een fabriek van knäckebröd. Van de zware industrie uit de DDR-tijd is ten westen van de stad nog een staalwalserij (Edelstahl-Service) overgebleven.
Van de drie, sinds de 18e eeuw bestaande kazernes, is er nog één, de Clausewitz-Kaserne, ten zuidoosten van de stad, overgebleven. Er zijn o.a. logistieke troepen van de Bundeswehr gestationeerd.

## Geschiedenis

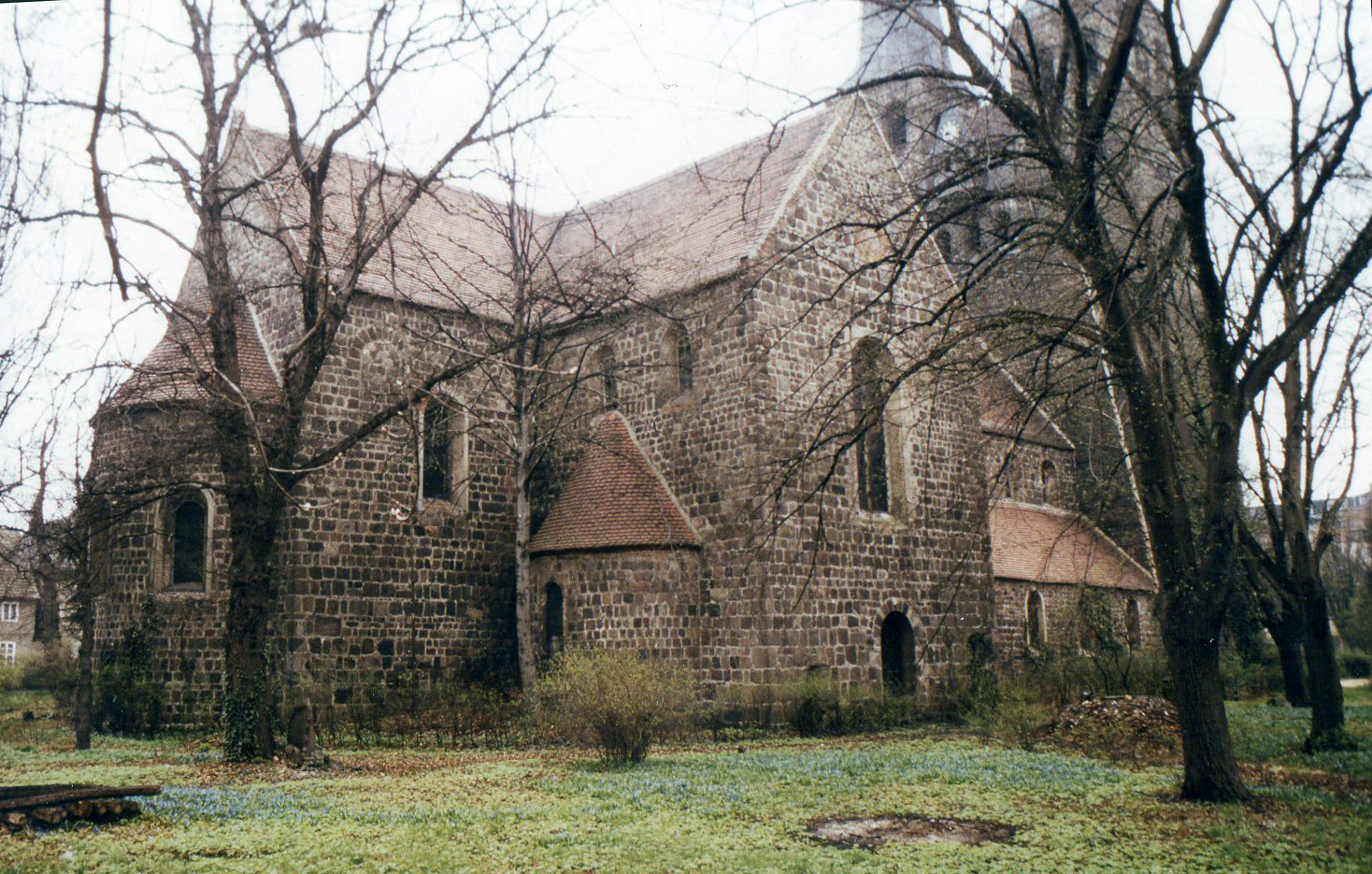
Natuurstenen gedeelte van de Nicolaaskerk, mogelijk reeds gebouwd omstreeks 1100
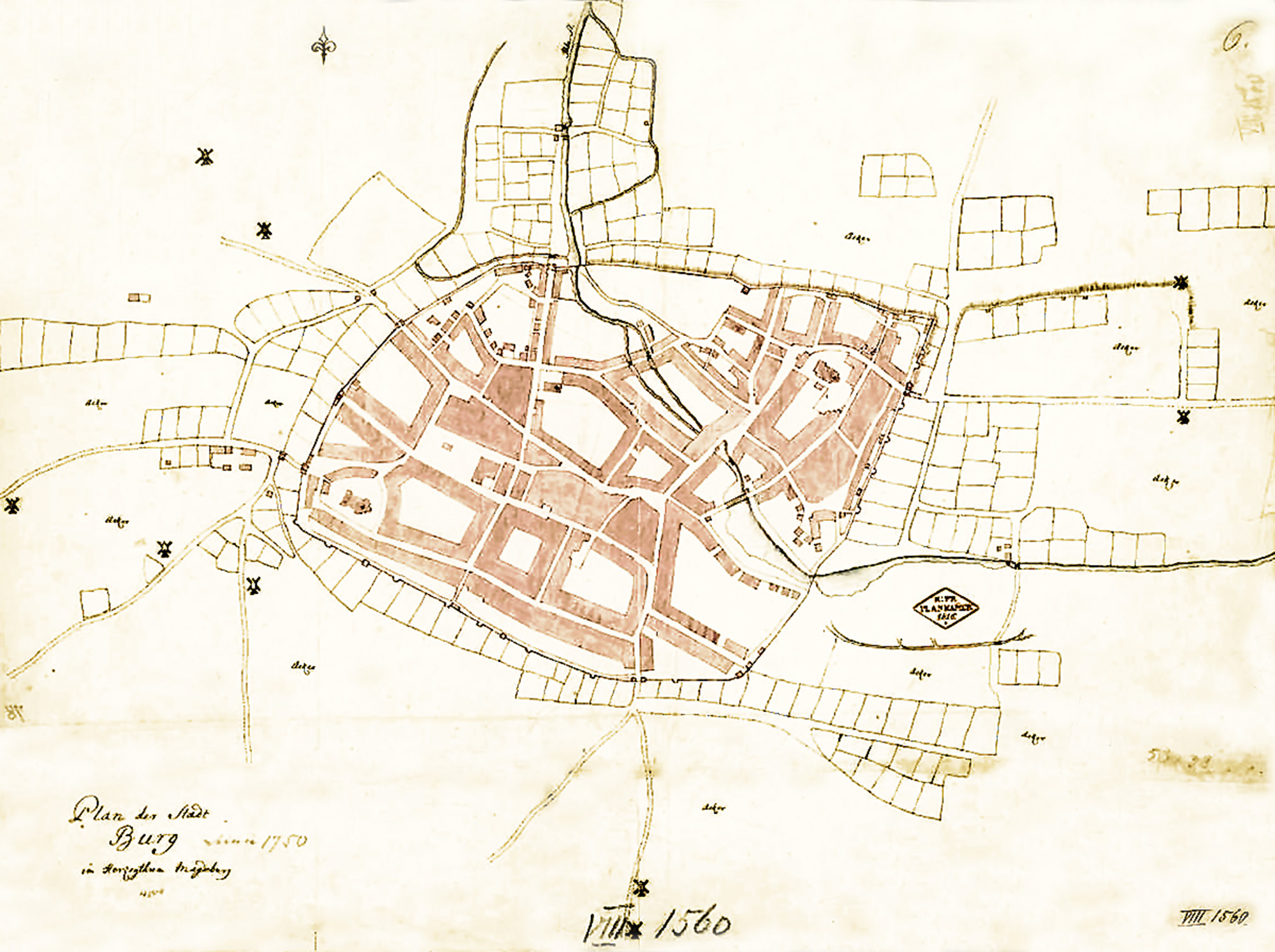
Stadsplattegrond 1750; goed is te zien, dat de stad nog geheel ommuurd was
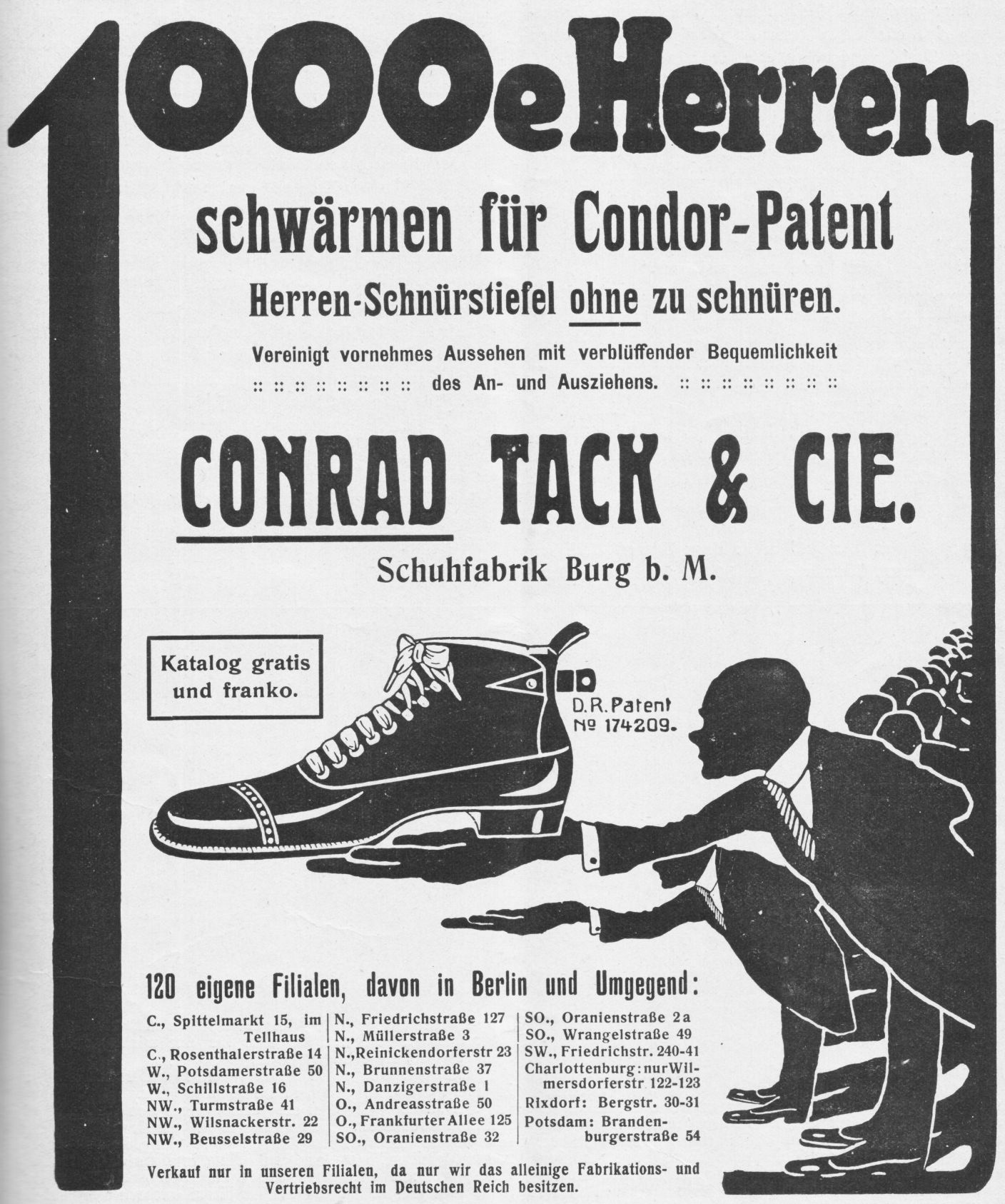
Reclame uit 1911 van de schoenfabriek van de firma Tack
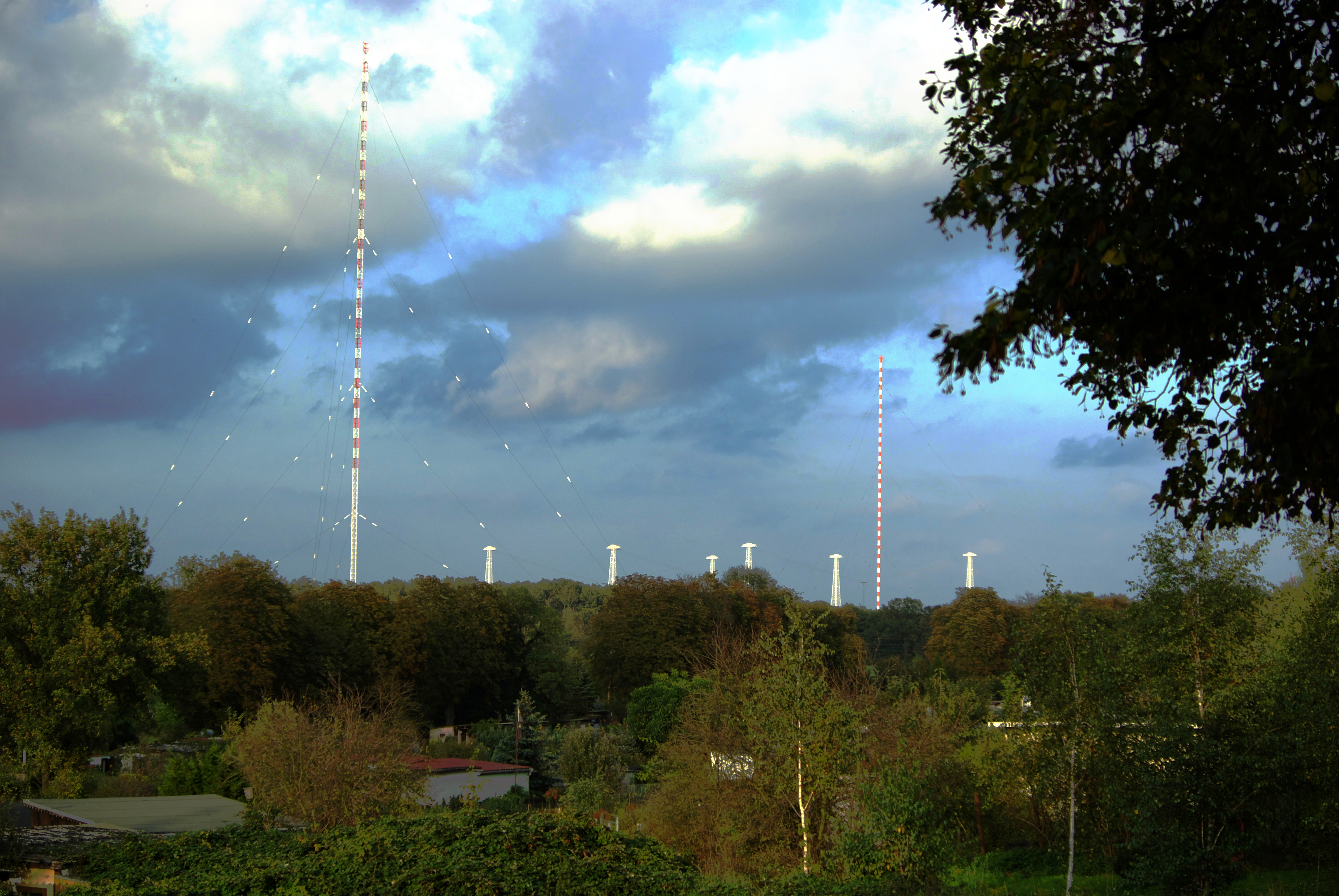
Radio-zendmasten bij Burg

Op de locatie van de stad, een gunstig gelegen flauwe helling met vruchtbaar land, die uit het Elbedal oprijst, woonden reeds sinds het Neolithicum mensen. Niet onmogelijk is, dat een door Ptolemaeus op zijn kaart in het boek Geographia vermelde plaats Mersouion bij Burg lag.
In de vroege middeleeuwen werd het gebied door Slavische volkeren bewoond. In de 10e eeuw werden er door de Duitse keizers kolonisten uit Vlaanderen naartoe gestuurd, die er dijken en boerderijen bouwden (zie ook de naar de Vlamingen genoemde landstreek Fläming). Zij hebben wellicht ook de nederzetting gesticht, waar het huidige Burg uit ontstond. Burg heette in de middeleeuwen Borg, en is waarschijnlijk niet naar een voormalig kasteel genoemd. In 948 wordt de plaats voor het eerst in een document vermeld. Een van de eerste ambachten, die hier tot bloei kwamen, was de, ook uit Vlaanderen geïmporteerde, lakenweverij. De stad was in de 12e eeuw reeds ommuurd. Ze ontstond mede uit het aaneengroeien van twee, dicht bij elkaar ontstane, dorpen. Wanneer en uit wiens hand Burg stadsrechten verkreeg, is niet meer bekend.  In 1224 bezaten handelaren uit Burg te Maagdenburg reeds een lakenhal. In het wereldlijke gebied van het aartsbisdom Maagdenburg was Burg tot circa 1500 na Maagdenburg zelf en Halle (Saale) de op twee na grootste en belangrijkste stad.
De Reformatie in de 16e eeuw had tot gevolg, dat de bevolking van Burg massaal overging tot het evangelisch-lutherse protestantisme. Tenzij anders vermeld, zijn alle kerkgebouwen in de gemeente Berg, die in dit artikel genoemd worden, evangelisch-luthers. Epidemieën van o.a. de pest en oorlogsgeweld eisten in de Dertigjarige Oorlog (1618-1648) van de stad een hoge tol. Daarna lag Burg tot aan de Napoleontische tijd in het Hertogdom Maagdenburg, dat onderhorig was aan de Mark Brandenburg. In de late 17e en 18e eeuw immigreerden hier veel gereformeerde, in vele ambachten bekwame hugenoten, wat de economie van de streek ten goede kwam.  Velen van hen waren voor godsdienstvervolging gevlucht uit Frankrijk. Nog steeds is er in de stad een, door 18e-eeuwse vakwerkhuizen omzoomde, Franzosenstraße.
In 1820 werd een straatweg tussen Burg en Maagdenburg aangelegd en in 1846 een spoorlijn. Er vestigde zich industrie. Belangrijk waren de schoenfabriek van de firma Tack, en het grote abattoir, geopend in 1883 respectievelijk 1899.
In de Tweede Wereldoorlog bleef Burg vrijwel ongeschonden. Begin mei 1945 gaf de stad zich zonder strijd over aan het Sovjet-Russische Rode Leger. Van 1949 tot 1990 lag Burg in de DDR. In 1953 werd bij de stad een radiozendinstallatie (frequentie: 783 kHz, middengolf) gebouwd. De zendmast ervan was enige tijd het hoogste bouwwerk door mensenhand in de gehele DDR. De beide, 210 en 324 meter hoge, masten staan er nog. Lange-golfradio-uitzendingen worden via deze masten nog doorgegeven. Waarvoor de masten tegenwoordig verder nog gebruikt worden, is onduidelijk.
In de DDR-periode bevond zich in het voormalige landgoed Gut Lüben, aan de straat van Burg naar Schartau, een groot, en (vanwege de slechte behandeling van de hier geplaatste jongeren en de zeer strenge discipline) bij velen berucht, socialistisch (her-)opvoedingsgesticht voor jongeren van circa 14 tot 19 jaar gevestigd, een zogenaamde Jugendwerkhof.

## Bezienswaardigheden, toerisme
Burg beschikt over een historische stadskern met tal van monumentale, historische gebouwen. Ze wordt, omdat er nog stadstorens en kerken met meerdere torens staan, Torenstad (Stadt der Türme) genoemd. 
- Sint-Nicolaas- of Benedenkerk, romaans, in 1186 reeds in een document vermeld, met binnen een fraai altaarstuk uit 1699, kansel uit 1607
- O.L. Vrouwe- of Bovenkerk, gotisch met fragmenten van een oudere romaanse kerk, in 1186 reeds in een document vermeld, met binnen een fraai cassetteplafond, fraai altaarstuk uit 1607.
- Evangelisch-gereformeerde Sint-Pieterkerk, 13e-eeuws, in 1691 hersteld na zwaar verval
- Rooms-katholieke Johannes-de-Doperkerk (voltooid in 1906)
- De middeleeuwse stadsomwalling,  inclusief enige torens, is gedeeltelijk bewaard gebleven.
- Verspreid door de binnenstad staan verscheidene schilderachtige vakwerkhuizen.

De langeafstands-fietsroute Elberadweg en de toeristische Straße der Romanik, onderdeel van de internationale Transromanica-route, gewijd aan plaatsen in Saksen-Anhalt met romaanse kloosters of kerken, lopen door de gemeente Stadt Burg.
Wandelen kan men in het uit gemengd bos  bestaande, 920 hectare grote natuurreservaat Bürgerwald, ten noordoosten van de stad. Ook elders in de gemeente zijn boswandelingen mogelijk.
De tot de gemeente Stadt Burg behorende dorpen Niegripp en Parchau beschikken beide over een recreatieplas (Niegripper See, 120 hectare en Parchauer See, 50 hectare) met zwemgelegenheid, mogelijkheden tot strandvermaak e.d.

## Afbeeldingen

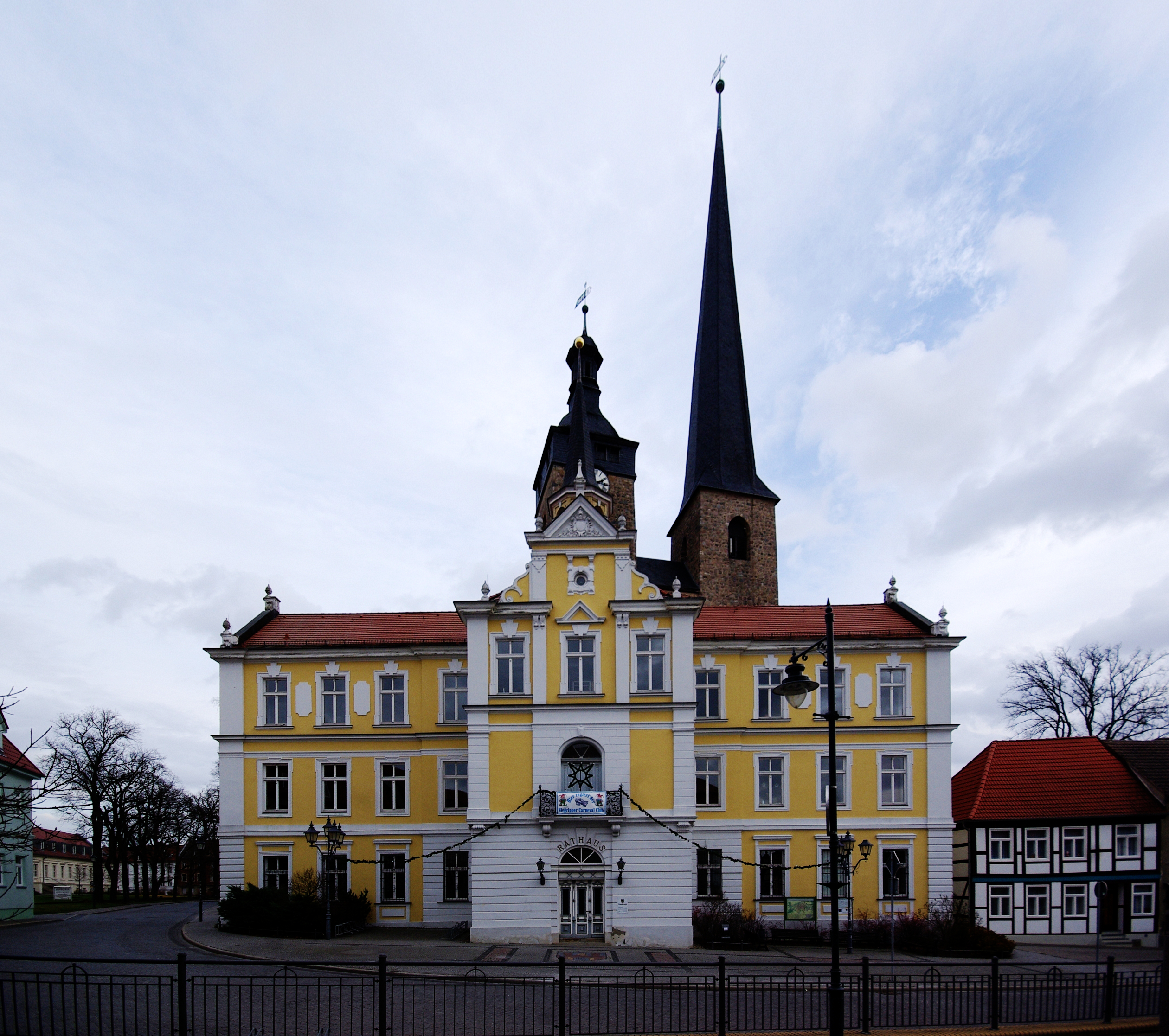
Oude stadhuis
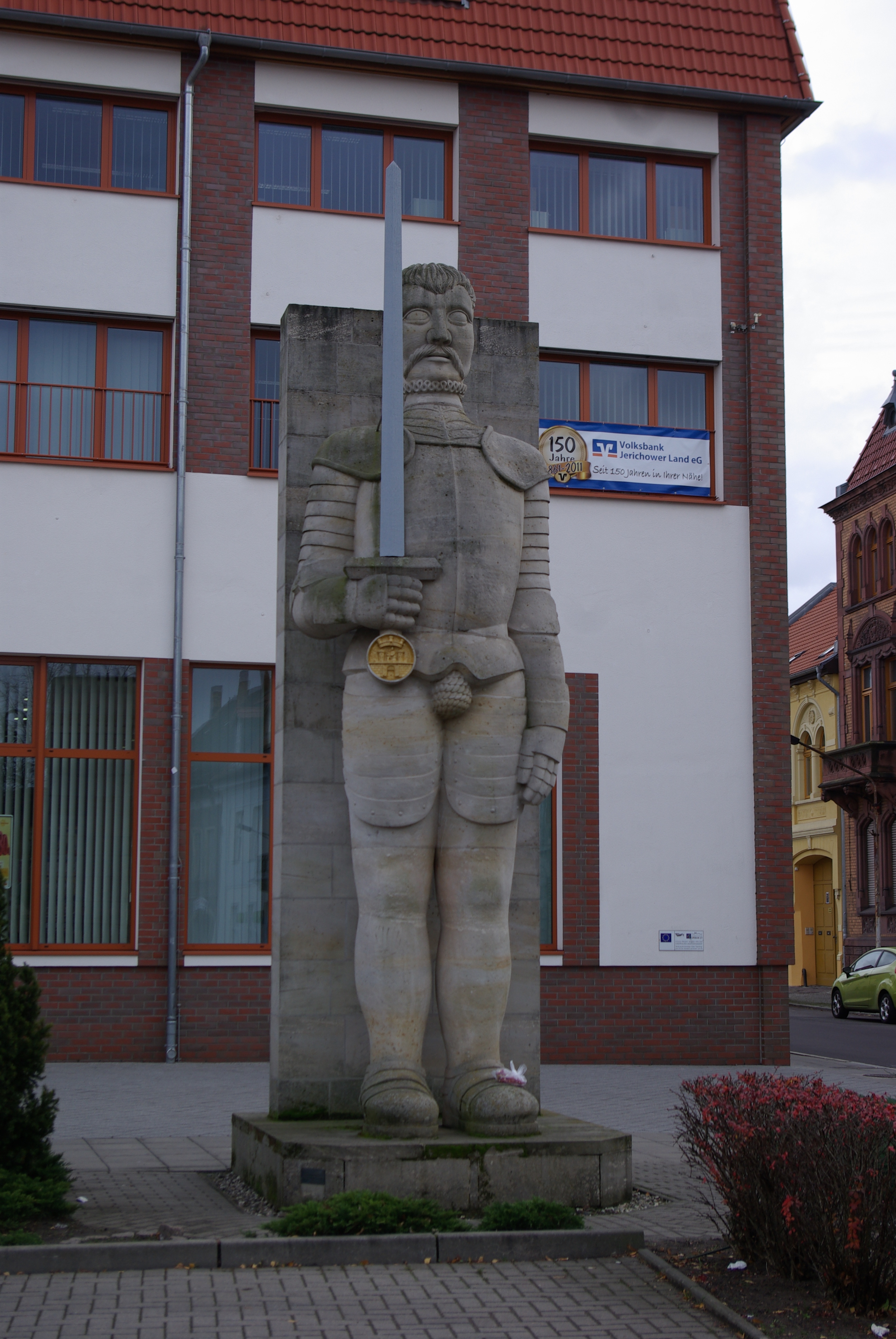
Roland-standbeeld te Burg
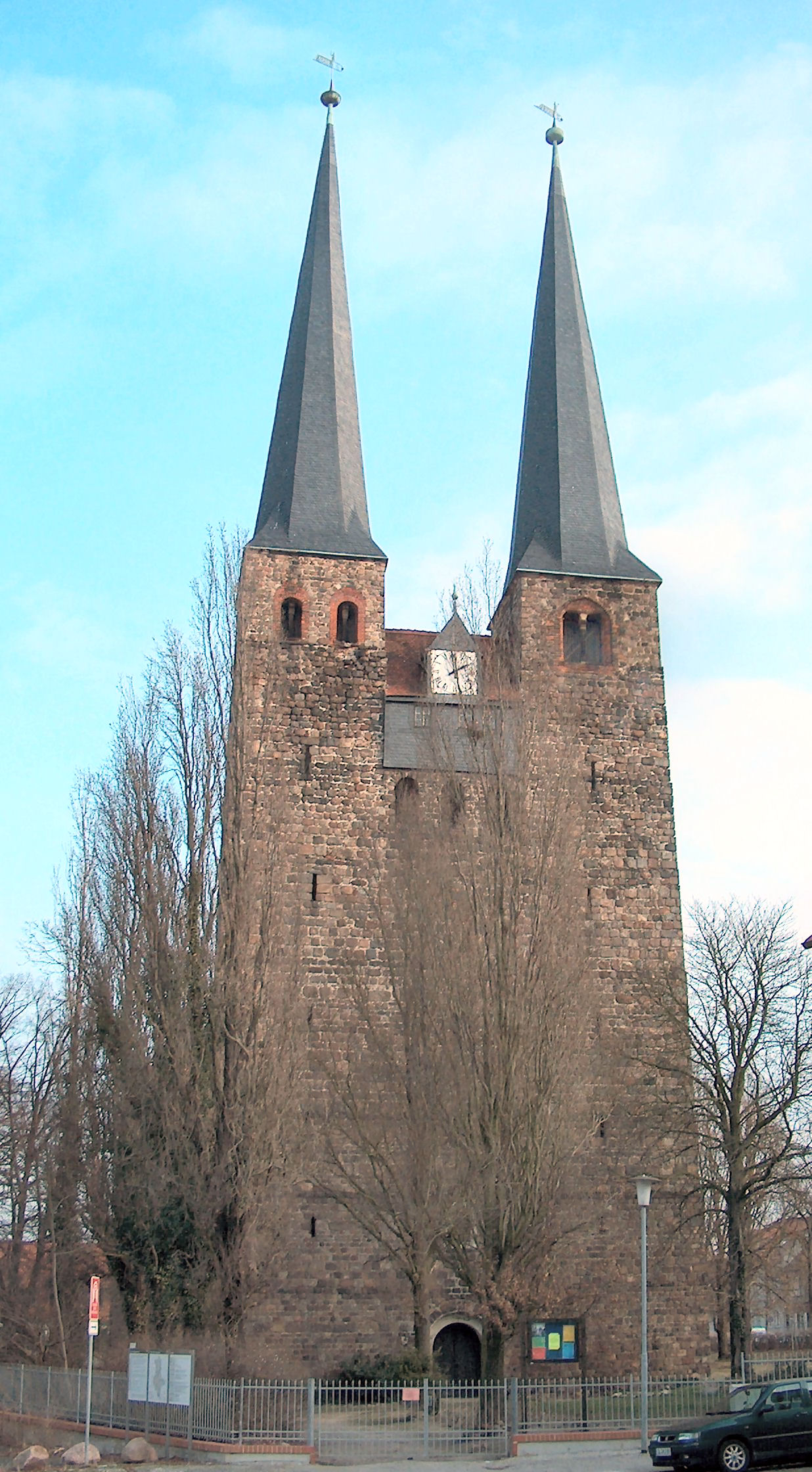
De Nicolaikirche (Sint-Nicolaaskerk) te Burg
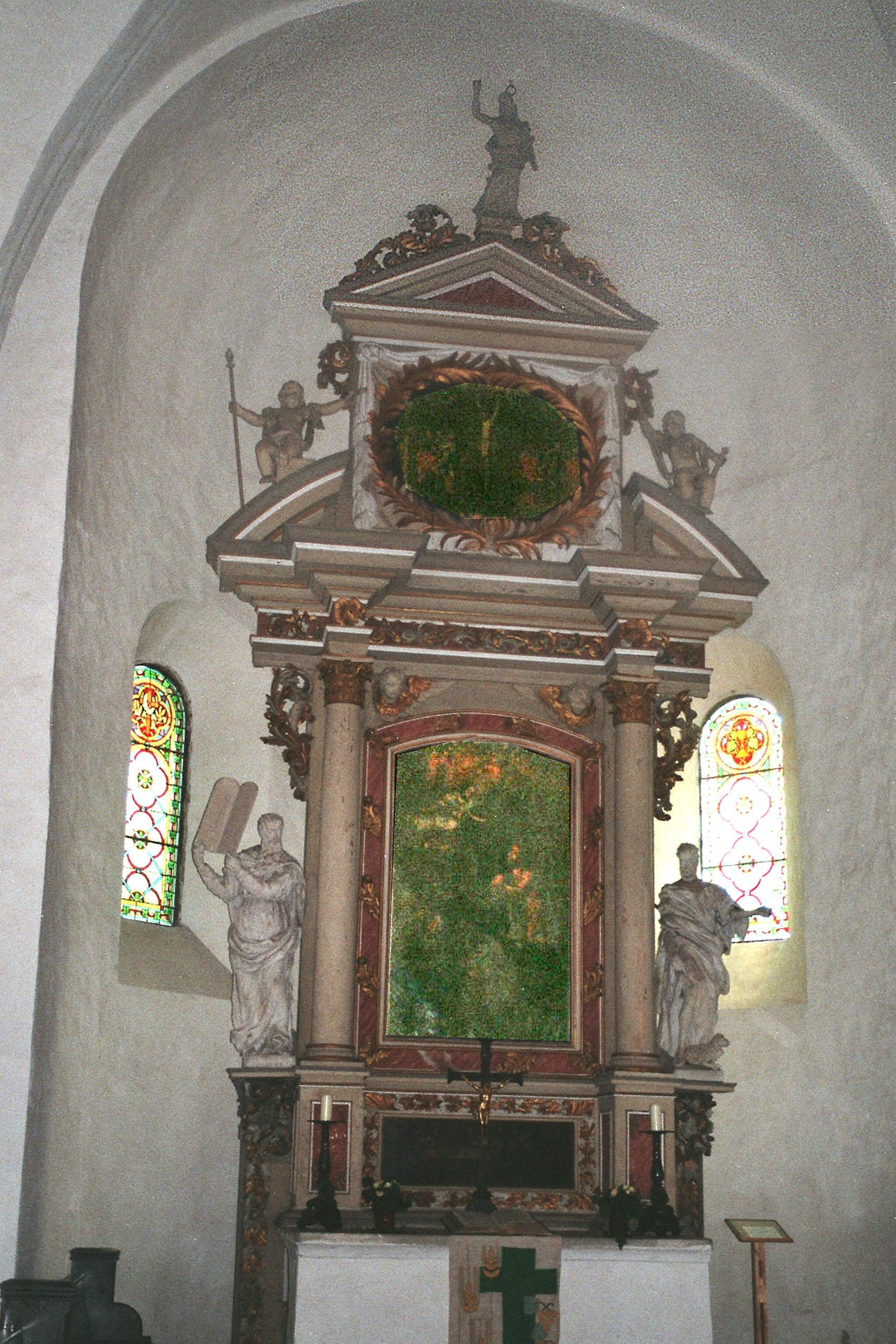
Altaarstuk (1699) in deze kerk
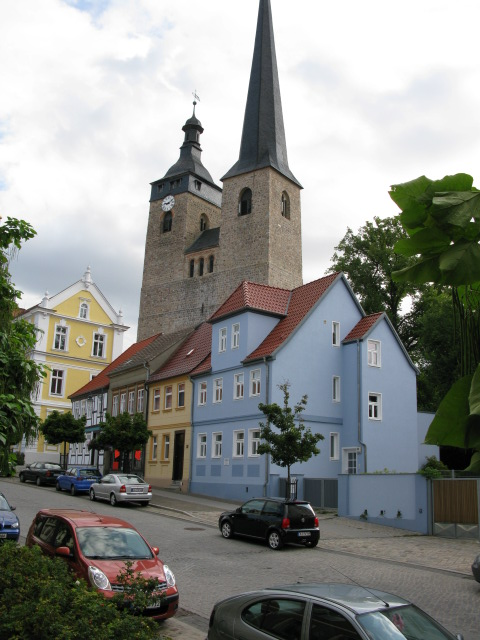
O.L.Vrouwekerk
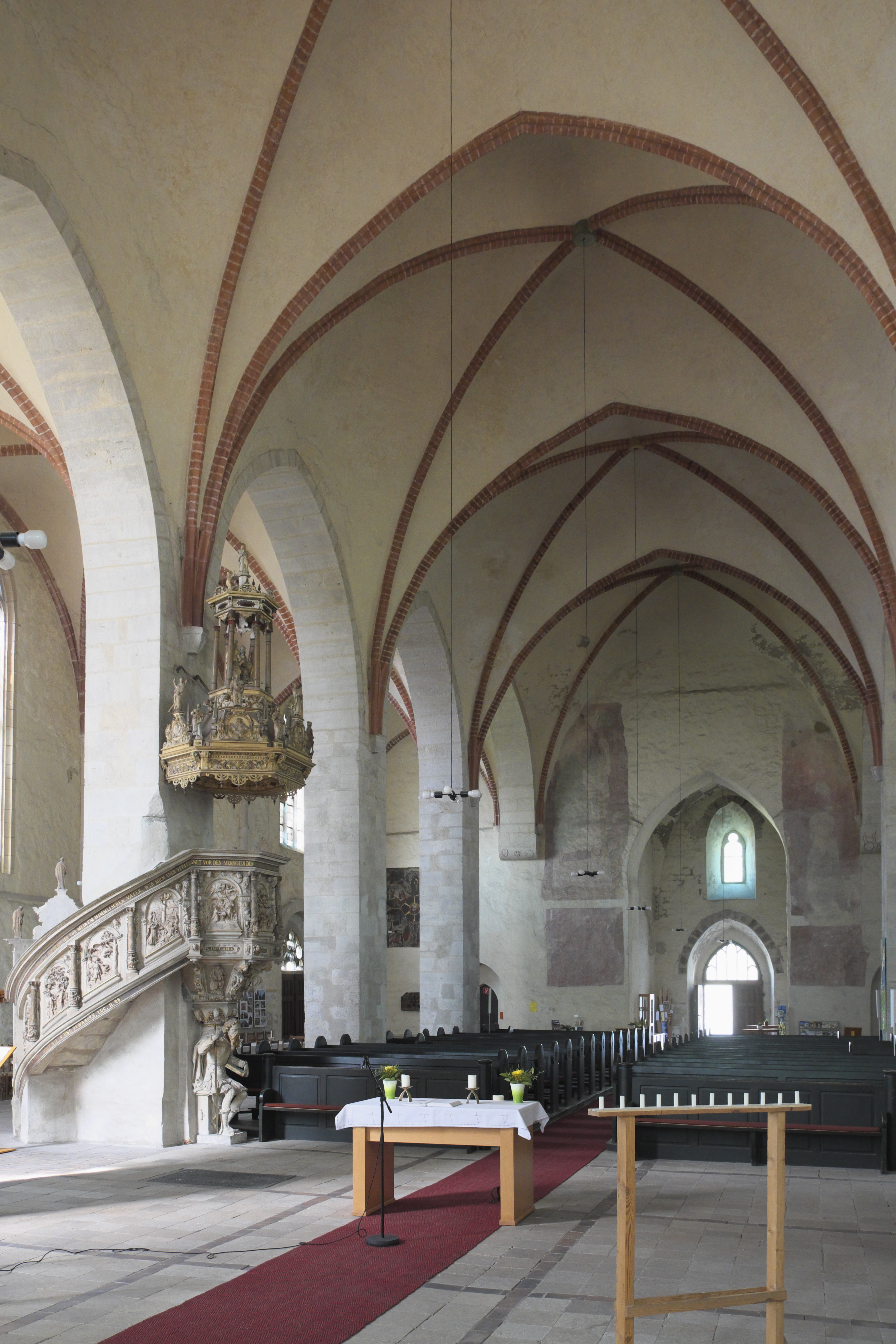
Interieur van dit kerkgebouw
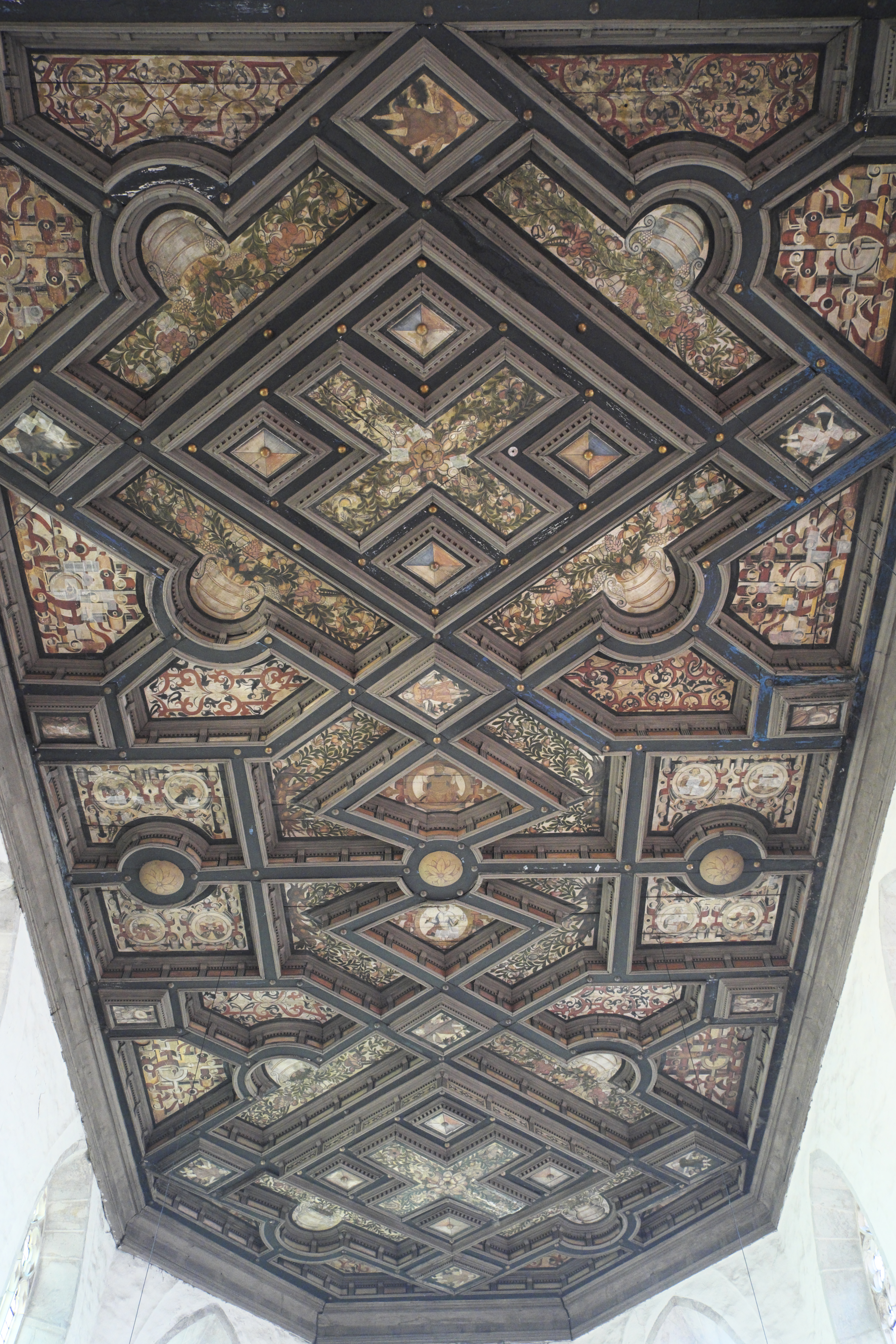
Cassetteplafond (1592) in deze kerk
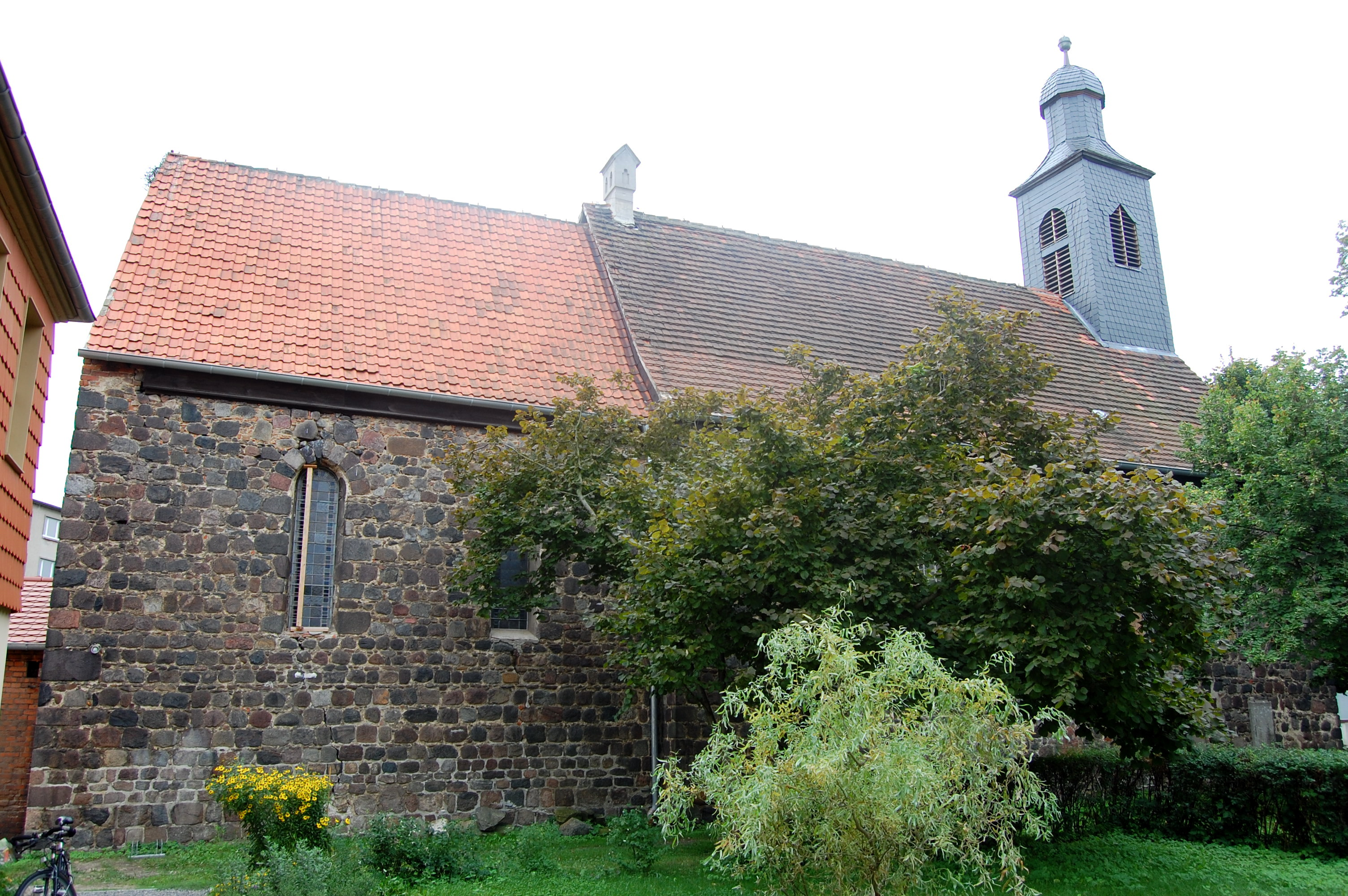
Sint-Pieterskerk
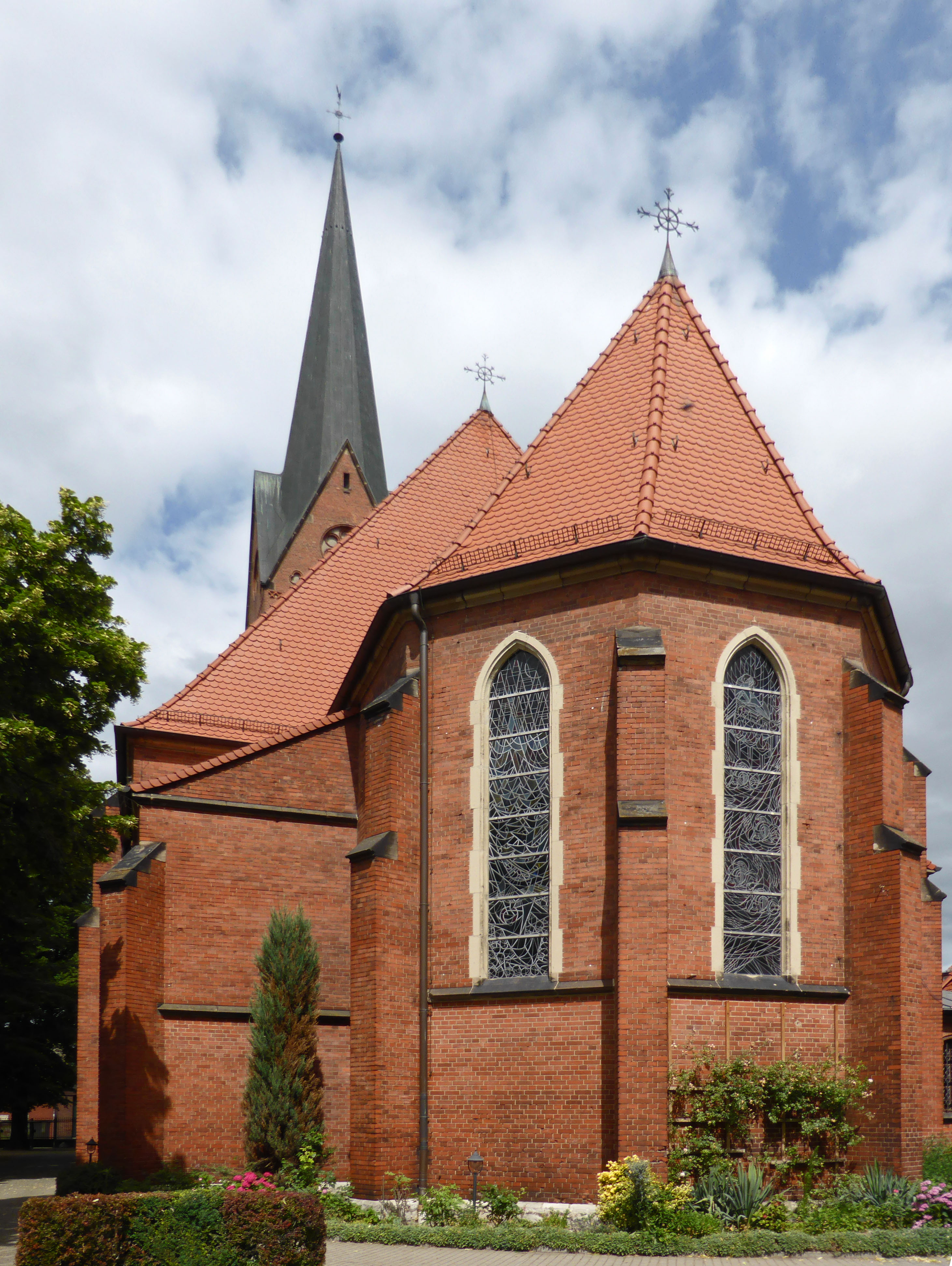
R.K. Johannes-de-Doperkerk
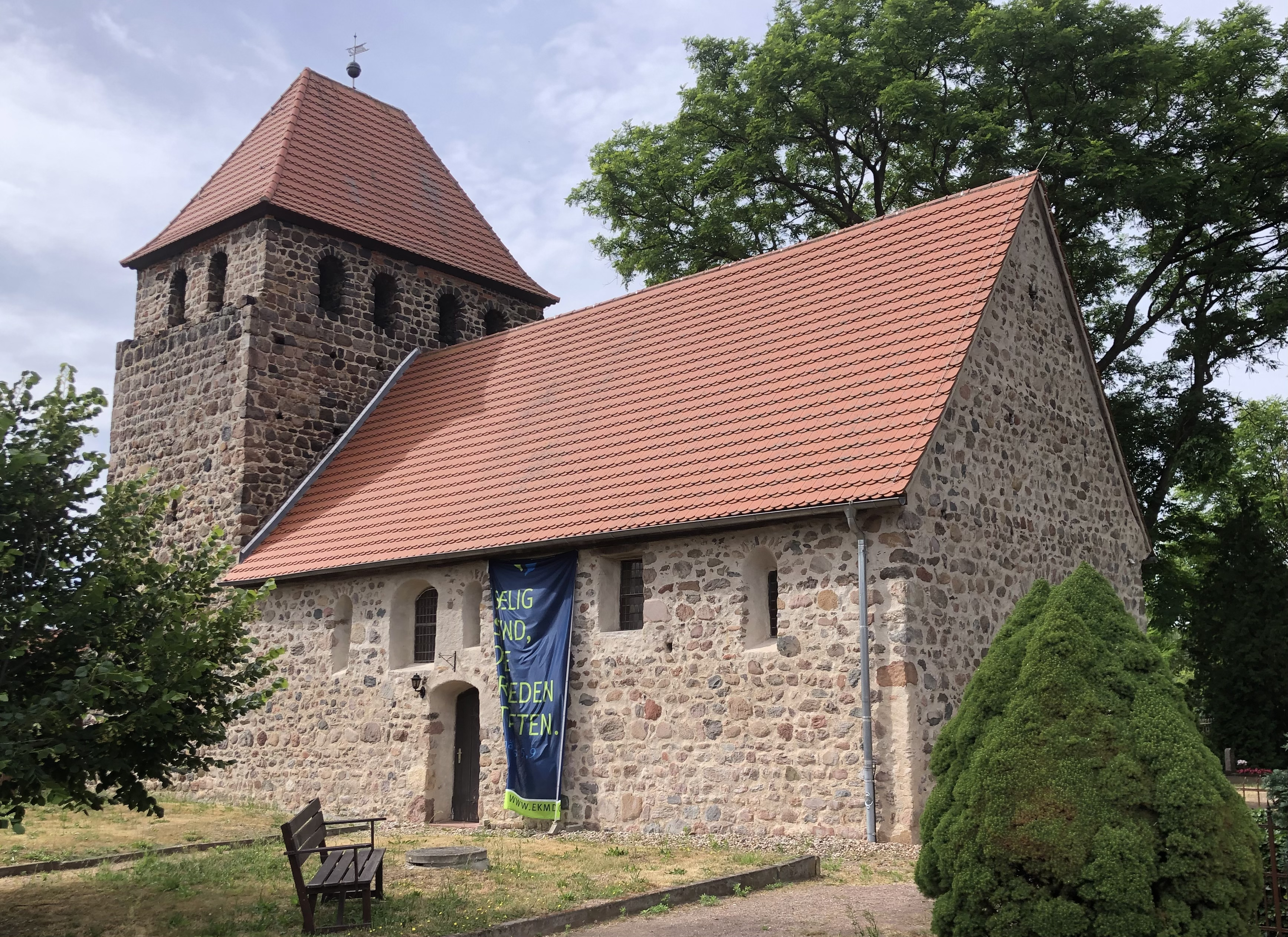
De 12e-eeuwse, romaanse dorpskerk van Gütter, aan de oostkant van de stad
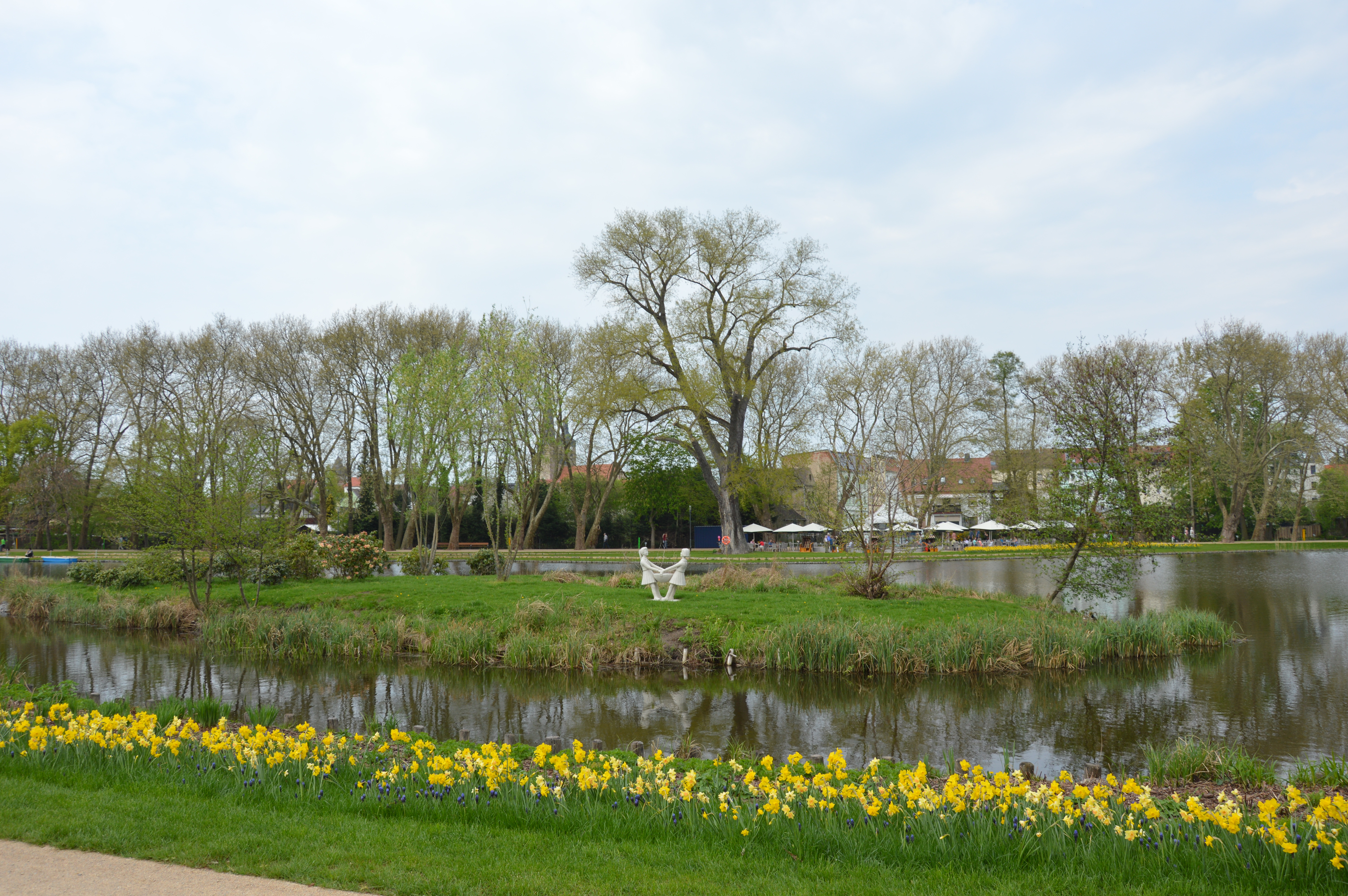
Het Flickschupark te Burg
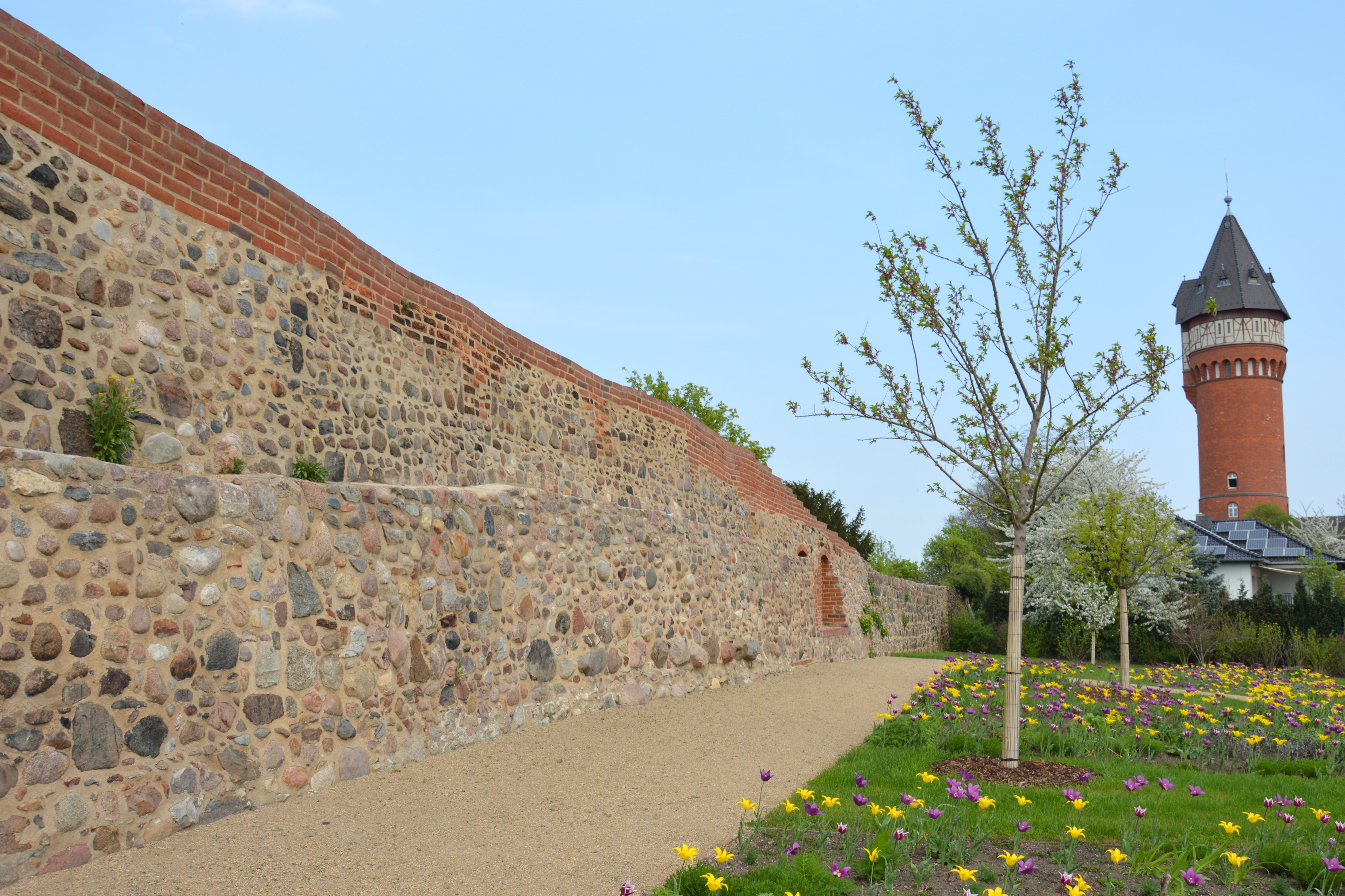
De Weinberg, deel van de oude stadsomwalling
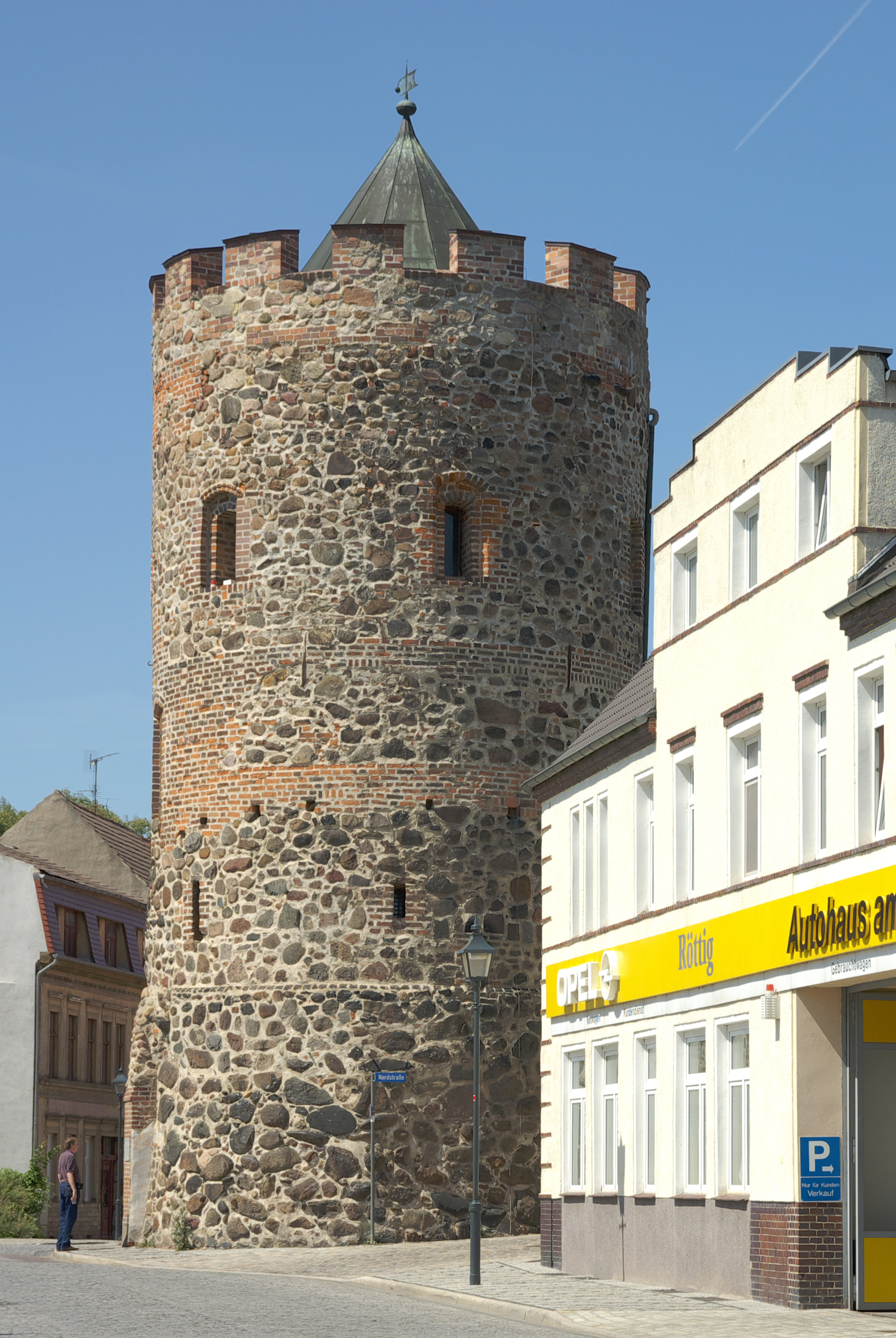
Stadstoren Berliner Torturm (14e-eeuws)
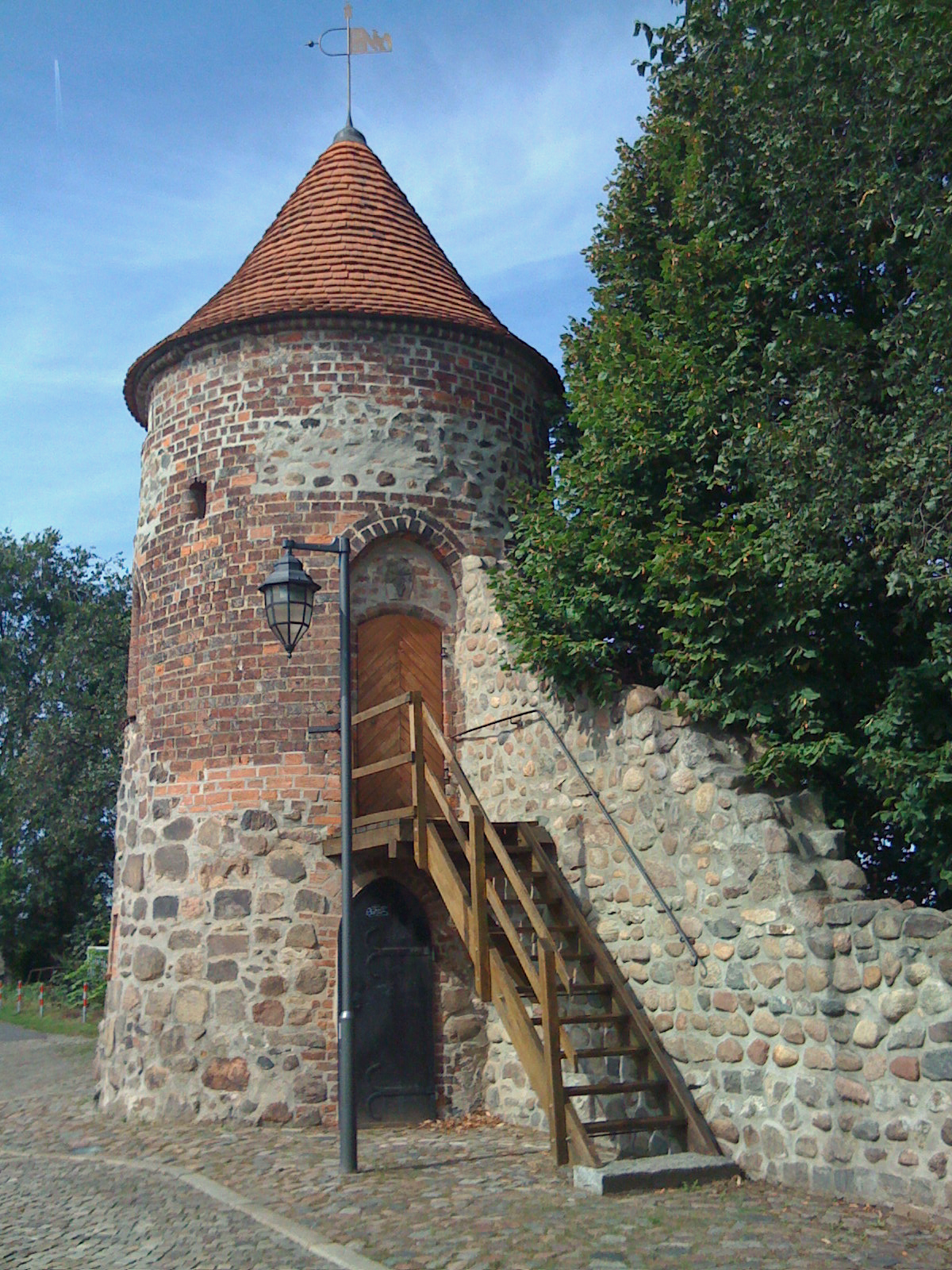
Heksentoren (Hexenturm)
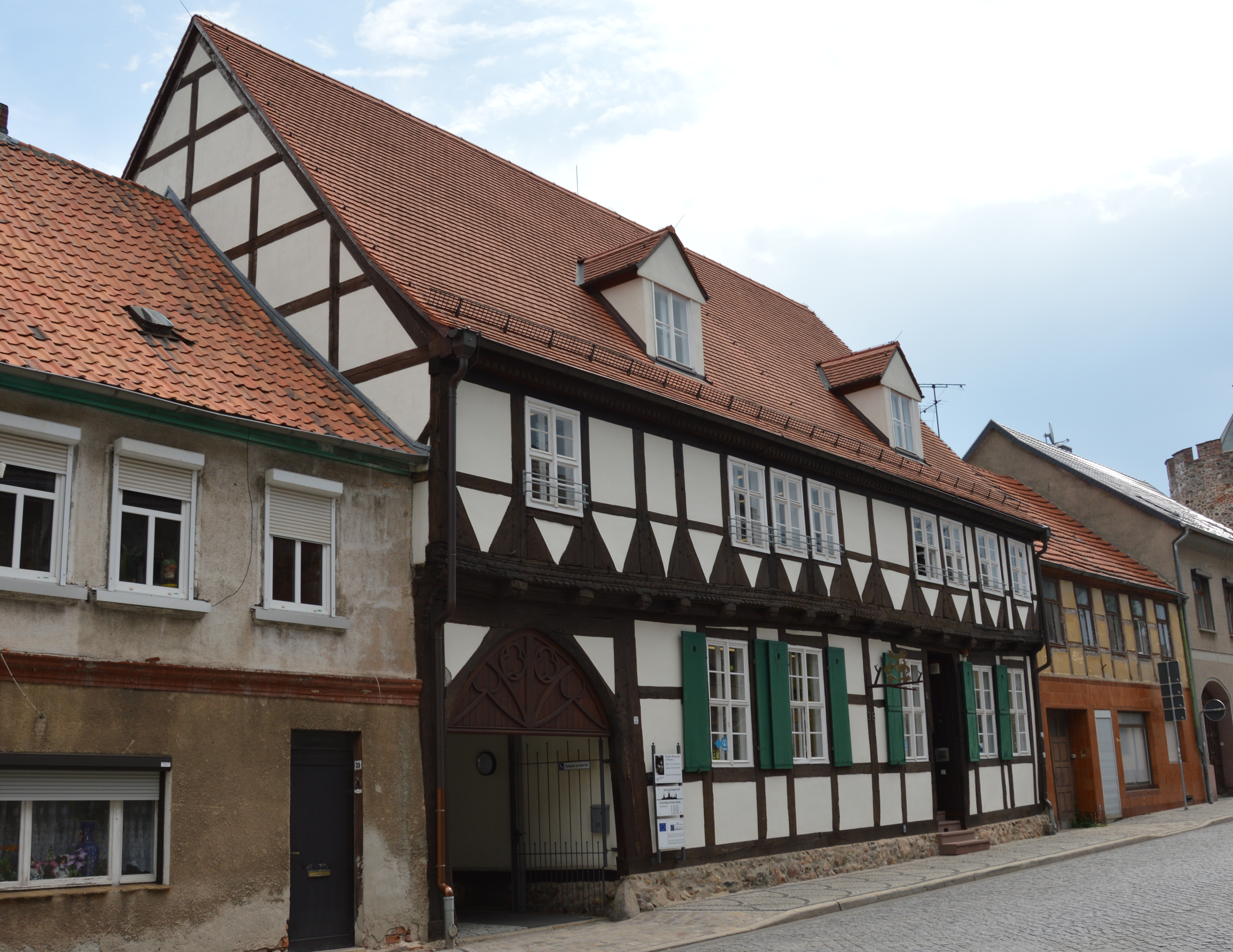
Huis uit 1589 aan de Berliner Straße, nu openbare bibliotheek
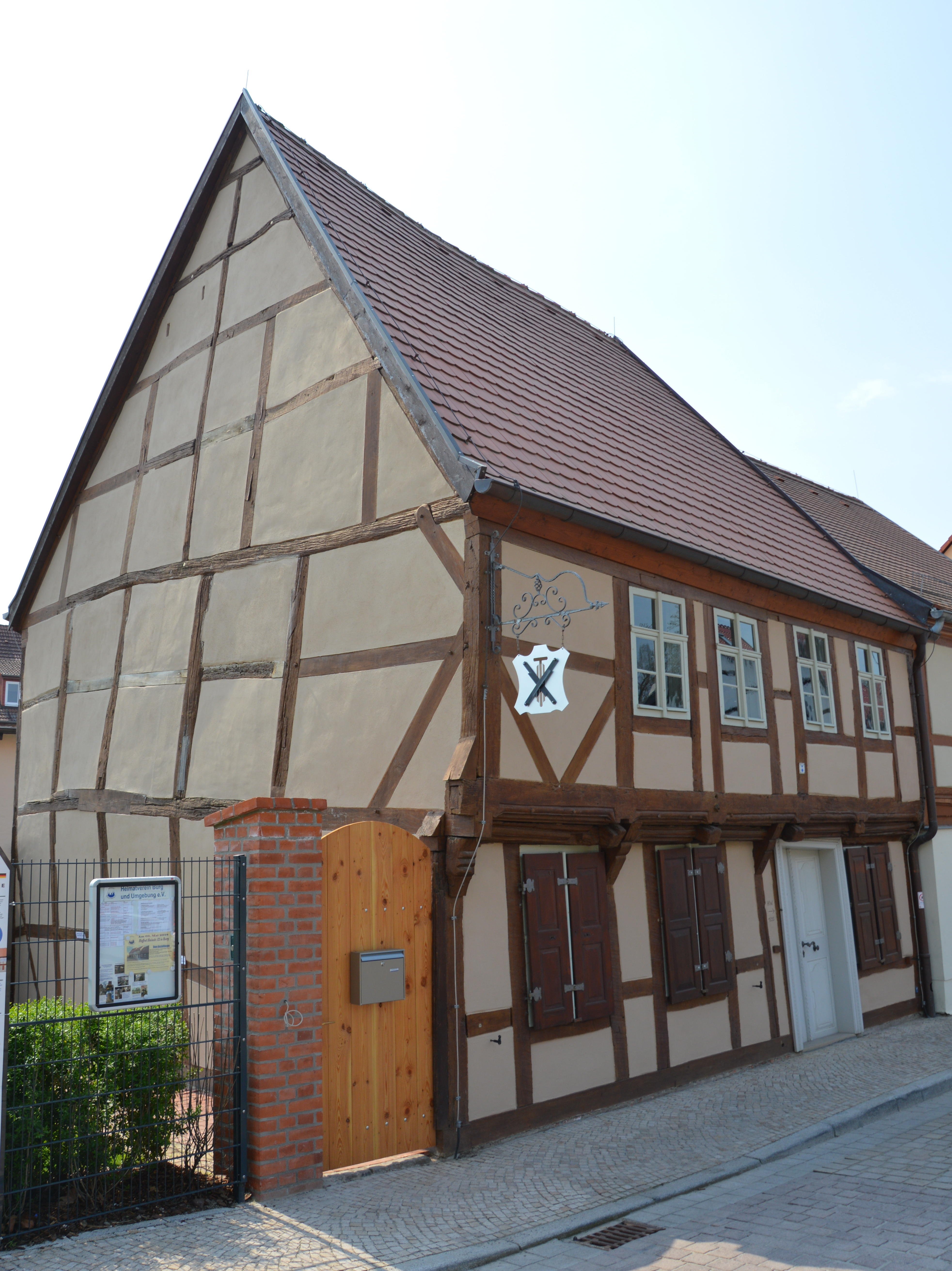
Huis aan de Hainstraße, voormalige leerlooierij
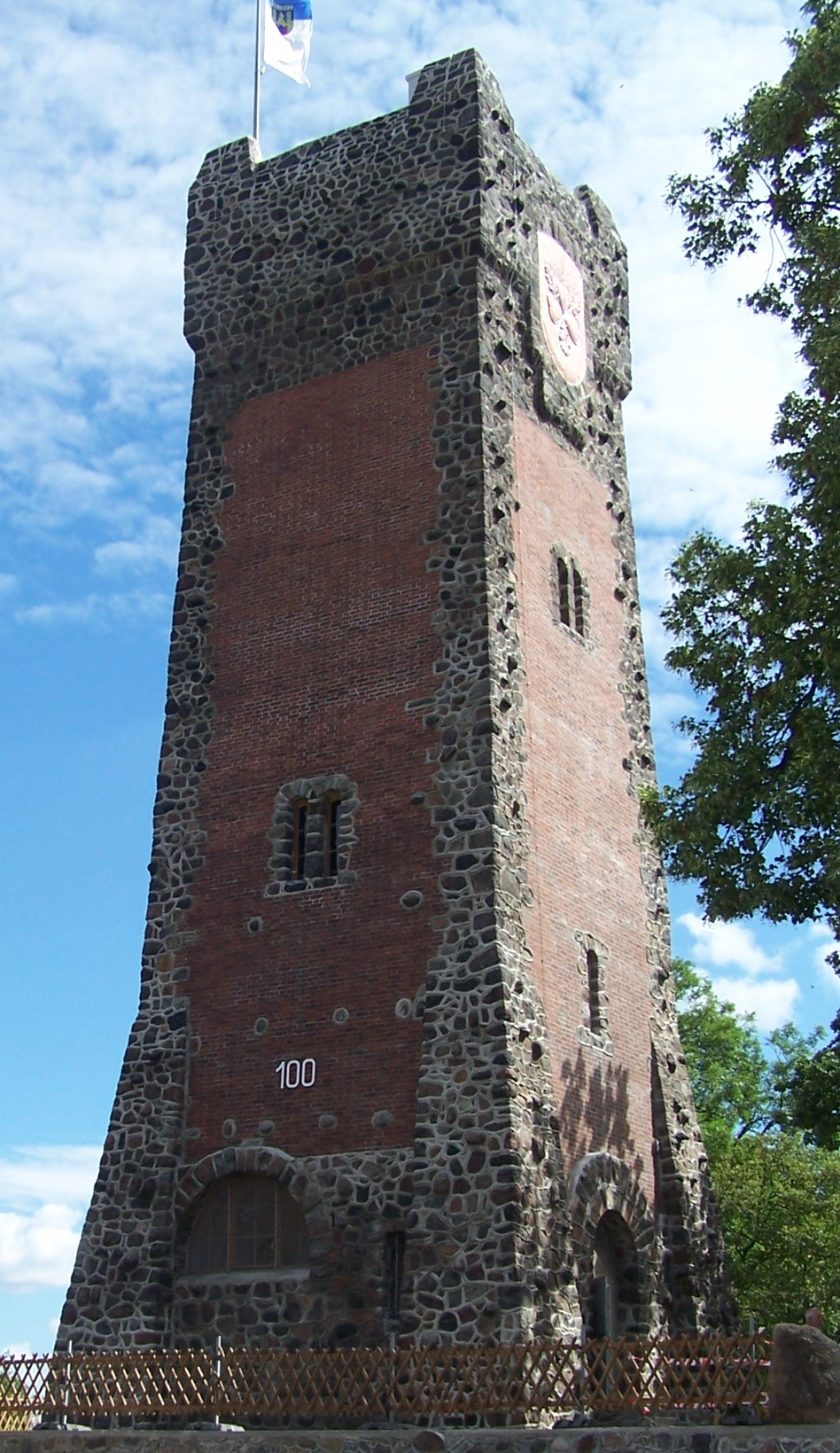
Uitzichttoren Bismarckturm, bouwjaar 1907
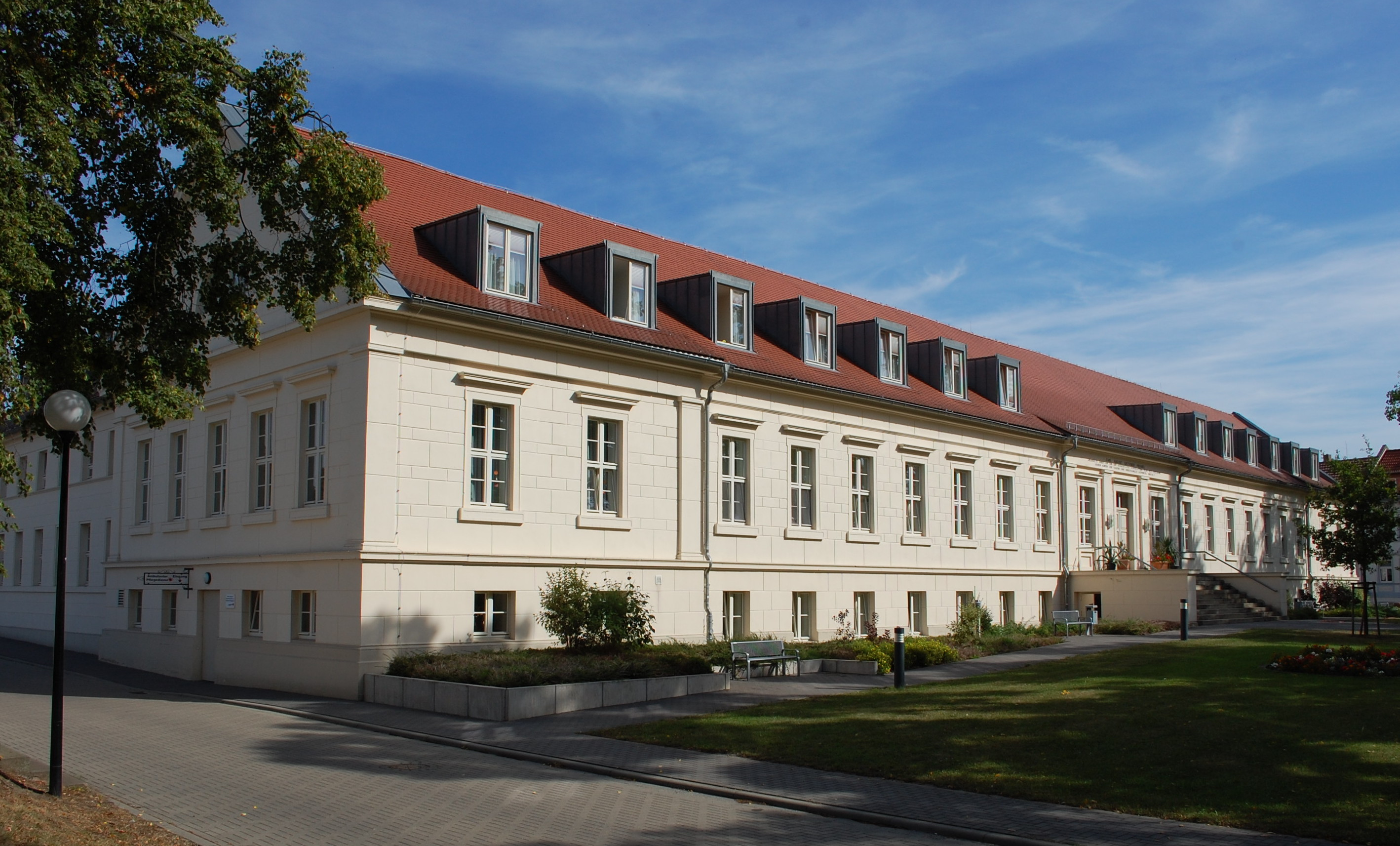
Pieschelsche Anstalt (1831)
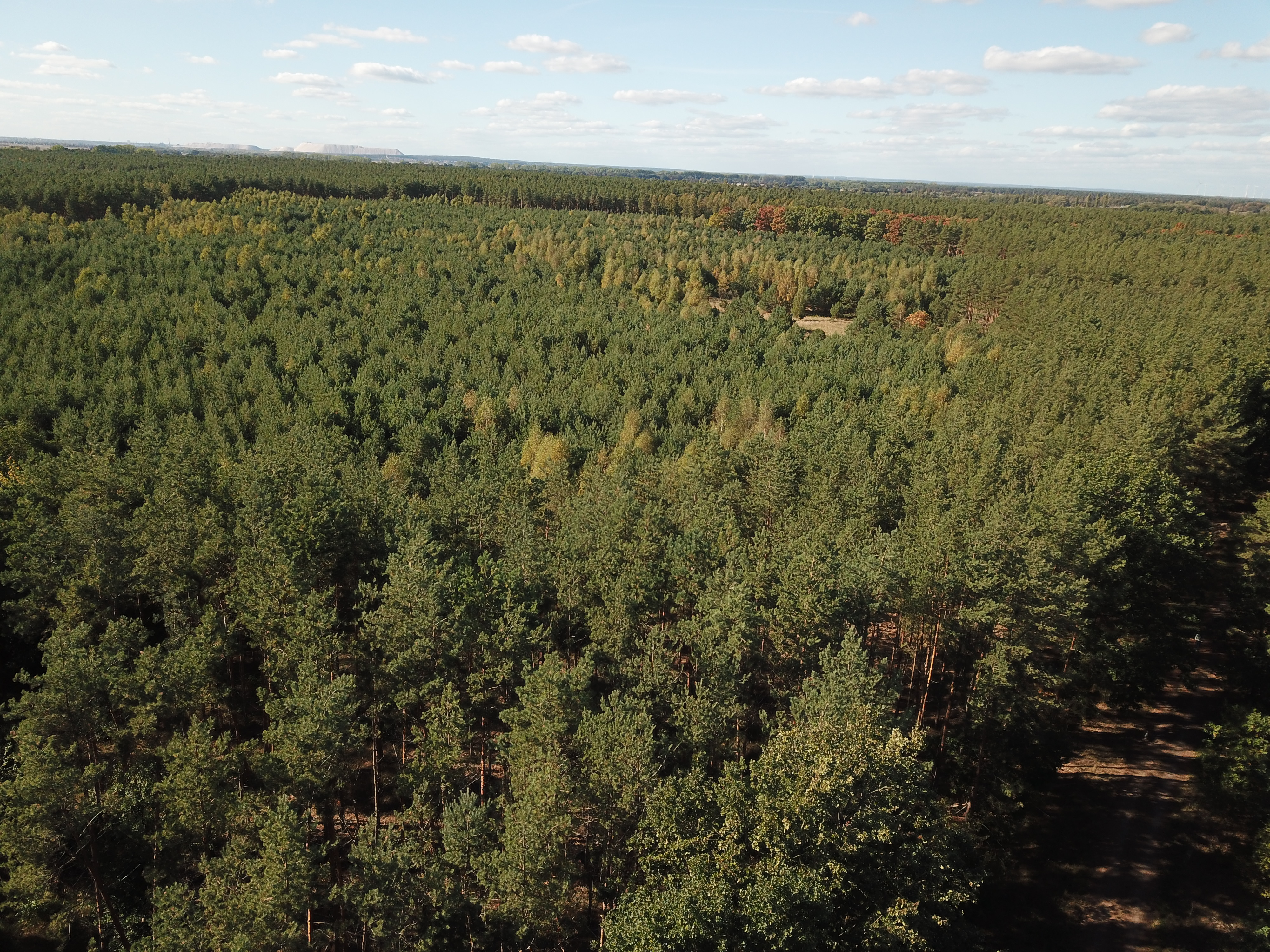
Bosreservaat Bürgerholz bei Burg
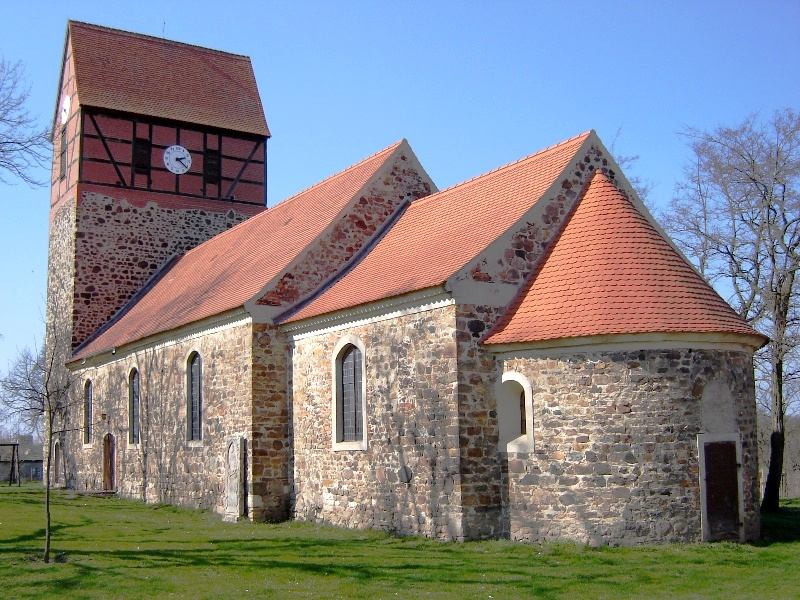
Romaanse dorpskerk (Sint-Sebastiaan) te Schartau, bouwjaar onbekend
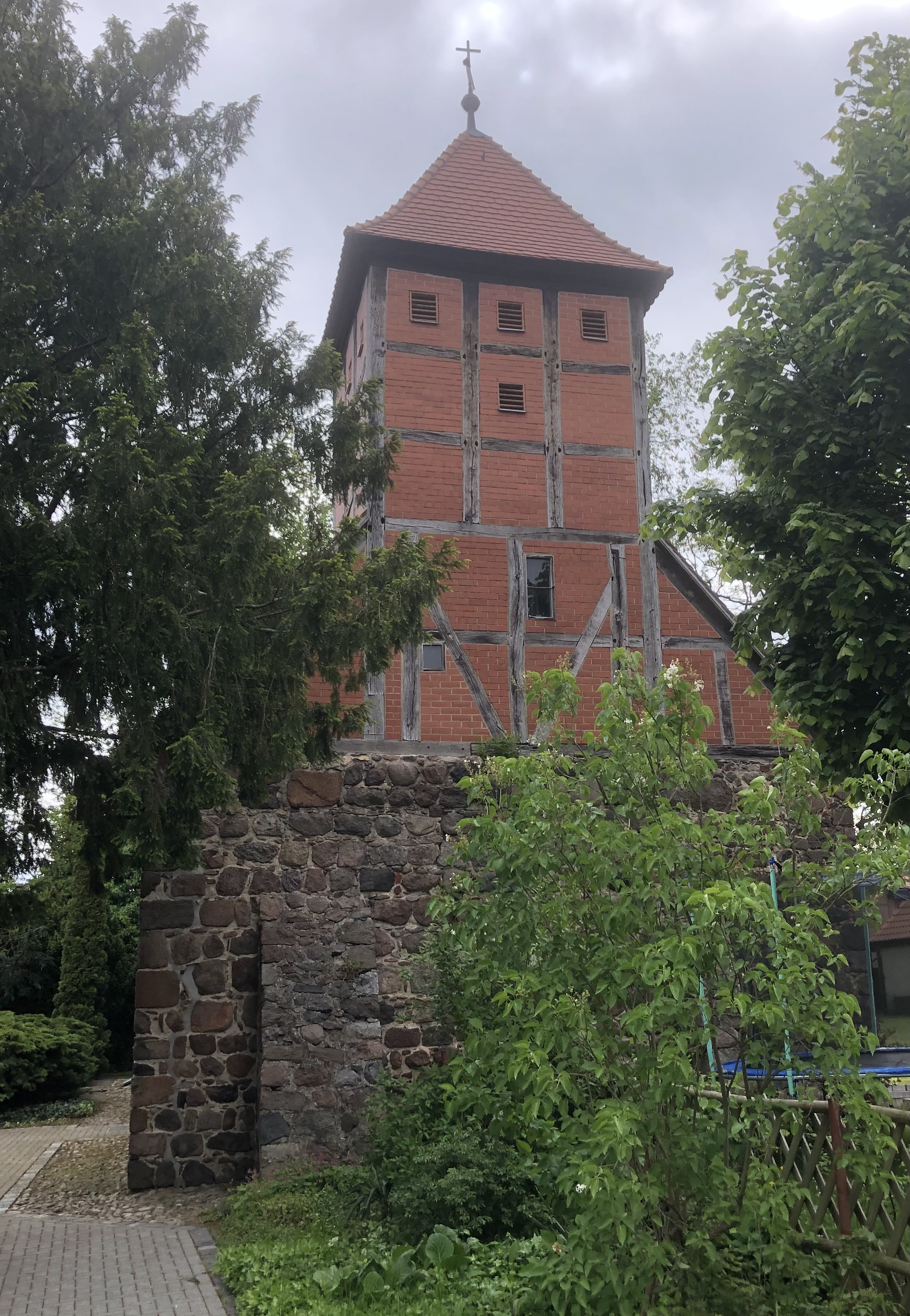
Het schilderachtige dorpskerkje te Reesen

## Partnergemeentes
Burg onderhoudt jumelages met:
- Gummersbach, Noordrijn-Westfalen, Duitsland, sinds 1990
- La Roche-sur-Yon, Frankrijk, sinds 2005
- Tira (Israël), sinds 2001
- Afantou[13] op Rhodos, Griekenland; uitvloeisel van de Partnerschaft met Gummersbach

## Geboren in Burg
- Joachim a Burck (1546-1610), componist van kerkmuziek
- Carl Philipp Gottlieb von Clausewitz (1780-1831), Pruisische generaal en militaire theoreticus
- Hermann Paasche (1851-1925), statisticus, bekend van de Paasche-index
- Ferdinand Kurlbaum (1857-1927), natuurkundige
- Hermann Matern (* 17 juni 1893; † 24 januari 1971 in Oost-Berlijn), communistisch politicus. In de eerste twee decennia van de DDR bekleedde hij geruime tijd hoge functies, zo was hij enige tijd lid van het politbureau van het Centraal Comité van de SED.
- Werner Collier (* 14 april 1896; † 1 september 1960 in Amsterdam) Duits, later Nederlands arts en bioloog[14]
- Brigitte Reimann (21 juli 1933 in Burg- 20 februari 1973 in Oost-Berlijn), succesvol Oost-Duits schrijfster; de openbare bibliotheek te Burg is naar haar genoemd; zie ook: Hoyerswerda
- Wolfgang Seguin (14 september 1945), voormalig voetballer bij 1.FC Magdeburg, won met die club de Europacup II 1973/74 en scoorde in de finale van dat toernooi te Rotterdam een doelpunt
- Harald Jährling (1954-2023), voormalig roeier
- Emanuel „Emu“ Raasch (16 november 1955), succesvol baanwielrenner in de jaren-1970 (sprint, tandem), in de jaren-2000 en -2010 succesvol trainer van baanwielrenners
- André Willms (1972), voormalig roeier.

Biederitz ·
Burg ·
Elbe-Parey ·
Genthin ·
Gommern ·
Jerichow ·
Möckern ·
Möser